# Dame du Palais
La dame du Palais occupe le troisième (ou quatrième) rang après la dame d'atours à la cour française.
Les dames du palais sont, dans la maison de la reine (ou de la dauphine), des dames de qualité chargées d'accompagner la reine. Les offices de dame du palais ont été mis en place au 1674, pour remplacer les demoiselles d'honneur, jeunes filles non mariées placées auprès de la reine.

## Ancien Régime

### Anne de Bretagne (1477-1514)[2],[3]

#### Dames d'honneur
- 1494-? : Catherine de Bloc, dame d'Eure
- 1494-? : Catherine Giraud
- 1496-1498 : Jeanne Chabot, dame de Montsoreau et du Petit Château (épouse de Jean II de Chambes)
- 1496-1498 : Jeanne de Chambes, dame de Beaumont (fille de Jean II de Chambes)
- 1496-1498 : Jacqueline de Lestrac
- 1496-1498 : Jeanne de Longepierre
- 1505-? : Renée Chabot, dame de Gonnord (mère de Joachim du Bellay)
- Hélène de Laval
- Françoise de Foix

#### Filles d'honneur
- 1492-1502 : Louise de Daillon (mère de Jeanne de Vivonne)
- 1494-? : Gabrielle de Bussières
- 1494-? : Antoinette de Bussières
- 1494-? : Jeanne de Bethausne
- 1494-? : Isabeau de Montalembert
- 1494-? : Françoise Pinsguete
- 1494-? : Marie d'Eure
- 1494-? : Anne de Brézé (fille de Charlotte de Valois)
- 1494-? :Catherine de Brézé (fille de Charlotte de Valois)
- 1496-1498 : Catherine des Barres
- 1496-1498 : Antoinette de Châteauneuf
- 1496-1498 : Jeanne de Murat
- 1496-1498 : Isabeau de Sastre
- 1496-1498 : Catherine de Tournon
- 1496-1498 : Madeleine de Cécille
- 1496-1498 : Jeanne de Rohan-Guéméné (petite-fille de Louis Ier de Rohan-Guéméné)
- 1496-1498 : Françoise de Bonvillier
- 1496-1498 : Louise de Villequier
- 1496-1498 : Louise de Bourdeille (tante de Brantôme)
- 1496-1498 : Anne de La Grange
- 1496-1498 : Marie d'Escars
- 1496-1498 : Françoise du Mas
- 1496-1498 : Anthonicque de Caillat
- 1496-1498 : Jeanne Le Voyer
- 1496-1498 : Marie de Sourdenc
- 1496-1498 : Jeanne de La Plesse
- 1496-1498 : Françoise Laurans
- 1496-1498 : Charlotte d'Asnières
- 1496-1498 : Orfraize de Boisguemené
- 1496-1498 : Blanche de Marigny
- 1496-1498 : Isabeau de Martenay
- 1496-1498 : Anne de La Roche
- 1496-1498 : Catherine Guénant
- 1496-1498 : Anne de Cullant
- 1496-1498 : Anne de Plumangat
- 1496-1498 : Françoise Dany
- 1496-1498 : Anne Le Porc
- 1496-1498 : Yolande Doillette
- 1496-1498 : Jeanne de Dicastillo
- 1496-1498 : Jacqueline d'Astarac
- 1496-1498 : Françoise d'Avaugour (demi-sœur de la reine)
- 1496-1498 : Louise de Montpensier
- 1496-1499 : Charlotte d'Aragon-Naples
- 1496-1502 : Anne de Foix
- 1498-1499 : Charlotte d'Albret
- 1500-1505 : Germaine de Foix
- 1505-1507 : Michelle de Saubonne

### Marie Tudor (1496-1533)[4]

#### Dames d'honneur
- 1514-1515 : Françoise de Bester
- 1514-1515 : Jeanne Gerengain
- 1514-1515 : Anne de Menypeny, dame d'Oyson

#### Filles d'honneur
- 1514-1515 : Elizabeth Grey (fille de Thomas Grey)
- 1514-1515 : Mary Boleyn
- 1514-1515 : Anne Boleyn
- 1514-1515 : Joan Bourchier (fille de John Bourchier)
- 1514-1515 : Jeanne de Bernay
- 1514-1515 : Yolande de Bernay
- 1514-1515 : Anne de La Tour
- 1514-1515 : Françoise de Rochechouart
- 1514-1515 : Guyonne de Chavigny
- 1514-1515 : Anne de La Vallée
- 1514-1515 : Jeanne de La Rivière

### Claude de France (1499-1524)[5]

#### Dames d'honneur
- 1515-1524 : Anne de Graville
- 1515-1524 : Diane de Poitiers
- 1519-1524 : Françoise de Foix
- 1523 : Isabelle Alexandry (épouse de Gabriel Miron, chancelier de la reine)
- 1523 : Marguerite de Caillon, dame de La Guerche
- 1523 : Anne de La Tour, vicomtesse de Turenne
- 1523 : Françoise de Maillé, dame d'Aumont
- 1523 : Isabelle Hamon
- 1523-1524 : Madeleine d'Astarac, comtesse de Vertus (belle-fille de François Ier d'Avaugour)

#### Filles d'honneur
- 1515-1519 : Elizabeth Grey (fille de Thomas Grey)
- 1515-1519 : Mary Boleyn
- 1515-1522 : Anne Boleyn
- 1520-1525 : Marie d'Acigné, dame de Canaples (épouse de Jean VIII de Créquy)
- 1523 : Alix de Gets
- 1523 : Isabeau Picart d'Estelan
- 1523 : Hélène Picart d'Estelan
- 1523 : Jeanne de Refuge
- 1523 : Isabeau d'Albianne
- 1523 : Jeanne de Pleny
- 1523 : Guyonne de Chavigny
- 1523 : Anne de Parthenay

### Éléonore de Habsbourg (1498-1558)[6]

#### Dames d'honneur

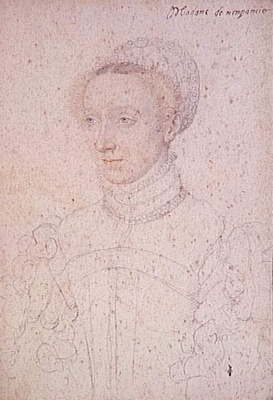
Jacqueline de Longwy.

- 1530-1547 : Jeanne de Latre, dame de Tombes, Cerens et Arpajon
- 1532-1534 : Hélène Gouffier de Boisy, dame de Traves (fille d'Artus Gouffier de Boisy)
- 1532-1537 : Isabeau de Picart d'Estelan, dame du Ris
- 1532-1542 : Marie Gaudin
- 1532-1543 : Marie d'Acigné, dame de Canaples (épouse de Jean VIII de Créquy)
- 1532-1543 : Jacqueline de La Queille, dame d'Aubigny
- 1532-1543 : Anne Lascaris
- 1532-1543 : Françoise de Longwy (demi-nièce de la reine)
- 1532-1543 : Diane de Poitiers
- 1532-1543 : Madeleine de Savoie
- 1532-1543 : Isabelle de Savoie-Villars, comtesse du Bouchage (fille d'Anne Lascaris)
- 1532-1543, 1546-1547 : Louise de Polignac, dame du Vigean
- 1533-1543 : Madeleine de Mailly, comtesse de Roye (fille de Louise de Montmorency)
- 1534-1537 : Anne de La Fontaine, dame de La Mairie
- 1534-1542 puis 1545-1547 : Marie de Langeac, baronne de Lestrange[7]
- 1536-1543 : Jacqueline de Rohan-Gyé
- 1537-1543 : Claude de Rohan-Gié
- 1537-1543 : Marguerite de Savoie-Villars, comtesse de Brienne (fille d'Anne Lascaris)
- 1538-1539 : Françoise de Brézé
- 1538-1543 : Jacqueline de Longwy (demi-nièce de la reine)
- 1538-1543 : Jeanne de Brosse, baronne de Bressuire (fille de René de Brosse)
- 1538-? : Jeanne de L'Hospital, dame de Boucart
- 1539-1543 : Charlotte de Brie, dame de Lauzun
- 1539-1543 : Guillemette de Sarrebruck
- 1539-1543 : Anne de Laval
- 1540-? : Françoise Girard de Chevenon, dame de la Trollière
- 1542-? : Marie de Velasco, dame de Folandres
- 1543-? : Jacqueline de Romezolles, dame de Castillon
- 1546-1547 : Guyonne de Rieux
- 1547 : Louise de Brézé
- Anne de Pisseleu

#### Filles d'honneur
- 1530-1539 : Beatrix Pacheco
- 1531-1536 : Jacqueline de Rohan-Gyé
- 1531-1537 : Claude de Rohan-Gié
- 1532-1534 : Anne de La Fontaine
- 1532-1534 : Marguerite de Montmorency
- 1532-1537 : Claude Babou de La Bourdaisière (fille de Marie Gaudin)
- 1532-1537 : Louise de Pompadour
- 1532-1537 : Madeleine du Fou (mère de Louise de La Béraudière du Rouhet)
- 1533-1534 : Claude d'Aranton
- 1533-1537 : Marguerite de Savoie-Villars (fille d'Anne Lascaris)
- 1533-1538 : Jacqueline de Longwy (demi-nièce de la reine)
- 1533-1539 : Anne de Laval
- 1533-1539 : Catherine de Polignac
- 1533-1540 : Jeanne de Carderan
- 1533-1541 : Inès de Velasco
- 1533-1543 : Guyonne de Rieux
- 1533-1543 : Claude de Rieux (sœur de Guyonne de Rieux)
- 1533-1538 : Jacqueline de Longwy (demi-nièce de la reine)
- 1534-1538 : Françoise de Brézé
- 1534-1538 : Louise de Ciscon
- 1534-1543 : Jacqueline de Rymerswalde
- ?-1534 : Maria Perez
- ?-1534 : Johanna Frignolette
- ?-1534 : Maria de La Cerda
- ?-1534 : Alix de Gets
- ?-1534 : Charlotte du Moulin
- ?-1534 : Charlotte de Maumont
- ?-1536 : Louise de Ronsard (sœur de Pierre de Ronsard)
- 1537-1541 : Marguerite du Bois
- 1537-? : Claude Blocet
- 1537-? : Claude de Grany
- 1537-? : Marguerite du Breuil
- 1537-? : Françoise d'Aydie
- ?-1537 : Leonora Sapate
- ?-1537 : Anna Mauriquez
- ?-1537 : Charlotte de La Rochechandry
- 1538-1542 : Madeleine de Myolans
- 1538-1543 : Bonne Coltereau
- 1538-1547 : Sidoine de Mesvilliers
- ?-1538 : Guymart de Larron
- ?-1538 : Louise de La Tour
- ?-1538 : Barbe Cauchon de Maupas (épouse de Guy Ier Chabot)
- 1539-1542 : Marie de Créquy (fille de Jean VIII de Créquy)
- 1539-1543 : Marie de Monchenu (fille de Marin de Montchenu)
- 1539-1543 : Louise de Brézé
- 1539-1546 : Cécile de Boucart
- ?-1539 : Cléophas de Montchenu (fille de Marin de Montchenu)
- 1540-1542 : Jossine de Pisseleu (nièce d'Anne de Pisseleu)
- 1540-? : Barbe de Pons
- 1541-1546 : Catherine de Saintan
- 1542-1547 : Leonora de La Chapelle
- ?-1542 : Marie de Tombes
- ?-1542 : Renée de Malvoisin
- 1543-1546 : Jeanne de Cavours
- 1543-? : Antoinette d'Arpajon
- ?-1543 : Ygnez de Mendoza
- 1544-1547 : Marie de Villaloez
- 1547 : Marguerite de Radepont
- 1547 : Madeleine de Launay
- Beatrix de Montfrain
- Philippine de Luxembourg (fille de François de Luxembourg)
- Françoise de Pierres

### Catherine de Médicis (1519-1589)[8]

#### Dames d'honneur

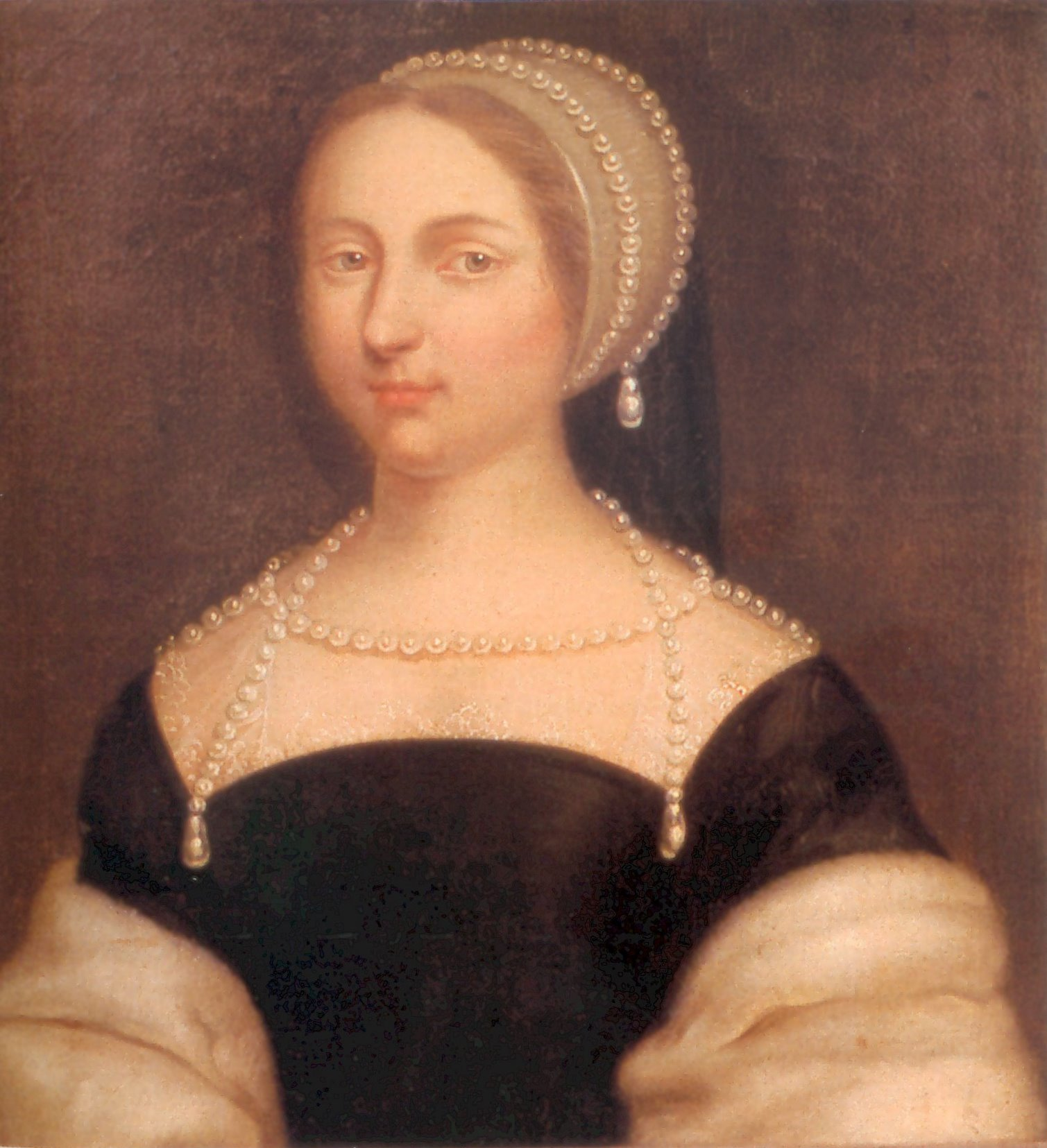
Louise de Clermont.

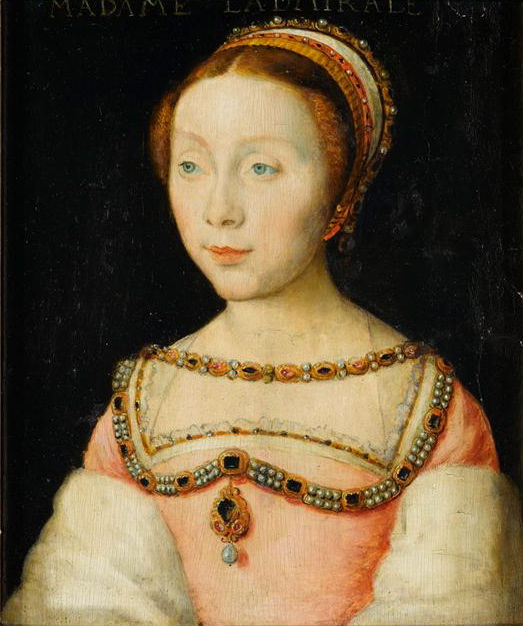
Françoise de Longwy.

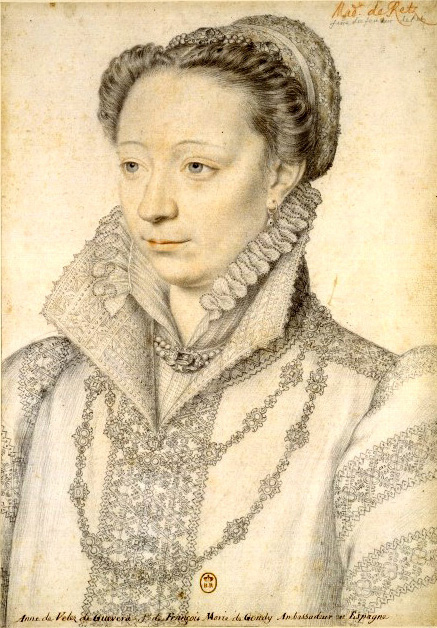
Claude Catherine de Clermont.

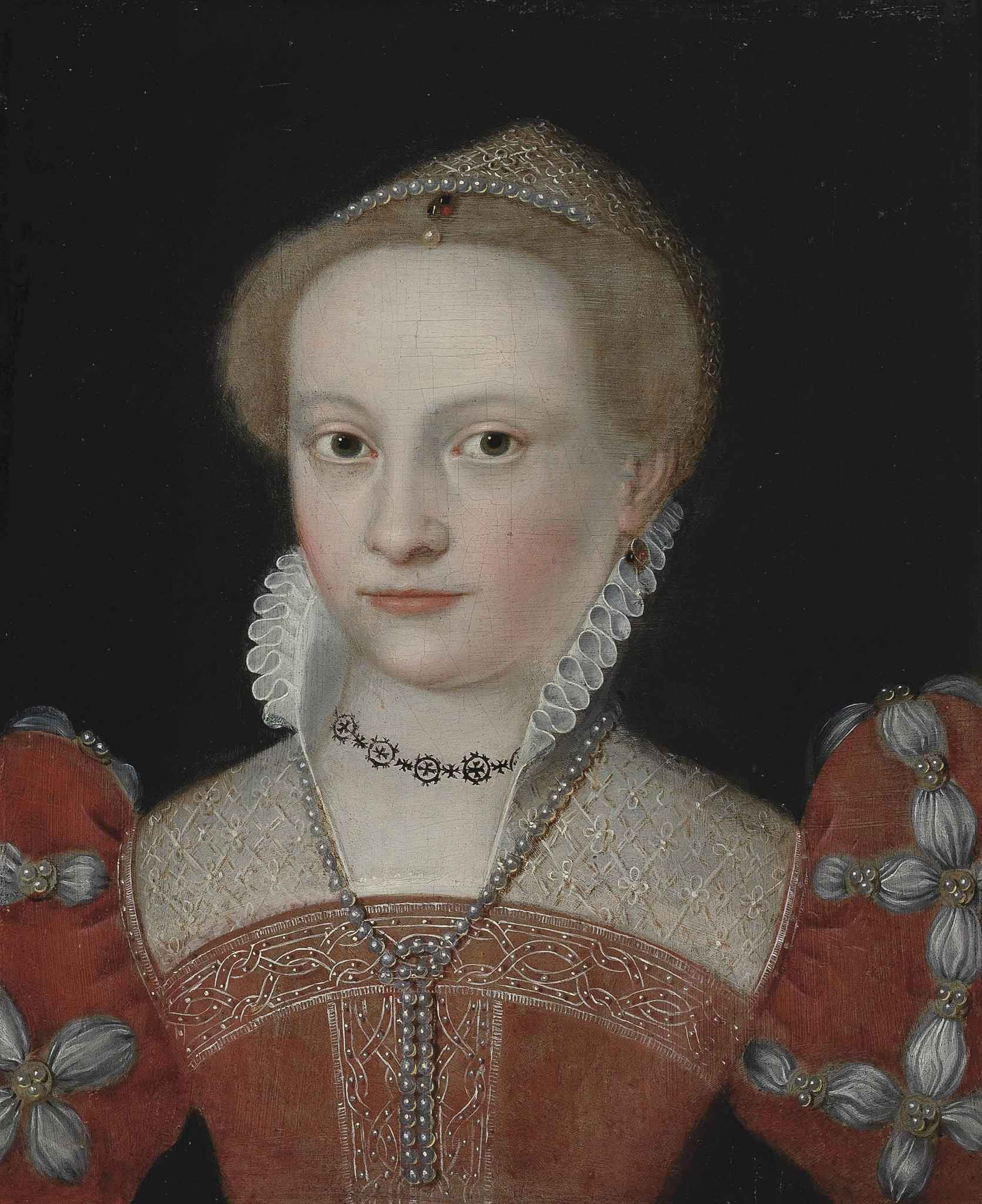
Renée d'Anjou-Mézière.

- 1544-1547, 1560-1570 : Marie-Catherine Pierrevive
- 1547-1560 : Louise de Brézé
- 1547-1560, 1560-1571 : Françoise Robertet, dame de Rostaing et de la Bourdaisière (mère de Françoise Babou de la Bourdaisière)
- 1548-1560 : Anne de Clermont, dame de Saint-Aignan
- ?-1548 : Claude d'Humières
- 1549-1551 : Jane Stuart
- 1549-1551 : Jeanne de Montmorency, vicomtesse puis duchesse de Thouars (fille de Madeleine de Savoie)
- 1549-1560 : Antoinette de Cerisay, dame de Leuville (épouse de François Olivier)
- 1549-1574 : Marguerite d'Albon, dame d'Apchon (fille de Jean d'Albon de Saint-André)
- 1549-? : Jacqueline de l'Hospital, dame d'Aisnay
- ?-1549 : Françoise de Pompadour, dame de Lustrac (belle-mère de Jacques d'Albon de Saint-André)
- ?-1549 : Claude de Rieux, dame d'Andelot (sœur de Guyonne de Rieux)
- 1551-1574 : Marie de Bony, dame d'Ausances
- 1552-1554 : Silvia Pico della Mirandola, comtesse de La Rochefoucauld (sœur de Fulvia Pico della Mirandola)
- 1552-1555, 1573-1585 : Éléonore Stuart d'Albany, comtesse de Choisy (fille naturelle de John Stuart, régent d’Écosse et oncle par alliance de la reine)
- 1552-1560, 1568-1574 et 1576-? : Anne d'Este
- 1552-1560, 1573-? : Charlotte de Vienne
- 1552-1567 : Livia Pico della Mirandola, comtesse de Canossa (sœur de Fulvia Pico della Mirandola)
- 1552-?, 1581-? : Louise de Clermont
- 1552-? : Hélène de Bissipat, dame de Jamets (grand-mère de Diane de Dommartin)
- ?-1552 : Madeleine Buonaiuti
- 1553-1559 : Catherine de Montmorency, comtesse puis duchesse de Ventadour (fille de Madeleine de Savoie)
- 1553-? : Antoinette d'Aubeterre
- 1554-1560 : Antoinette de Bourbon
- 1554-1560 : Renée du Quesnay, dame de Moncy
- 1554-1560, 1567-1571 et 1573-1575 : Jeanne de Vivonne
- 1554-1560, 1560-1574 et 1576-1581 : Diane de Valois (belle-fille de la reine)
- ?-1554 : Claude de Saint-Seigne, dame de Dampierre
- 1555-1560 : Jeanne de Savoie-Nemours
- 1560-1564 : Françoise de Longwy
- 1560-1566 : Claude Gouffier, comtesse de Charny (épouse de Léonor Chabot-Charny)
- 1560-1568 : Clarice Strozzi, comtesse de Tende (fille de Pierre Strozzi)
- 1560-1570 : Françoise de Brézé (Première dame d'honneur de 1547 à 1559)
- 1560-1584 : Jeanne de Brosse, baronne de Bressuire (fille de René de Brosse)
- ?-1560 : Marguerite de Lustrac, maréchale de Saint-André (épouse de Jacques d'Albon de Saint-André)
- ?-1560 : Diane de Poitiers
- ?-1560 : Guillemette de Sarrebruck
- ?-1560, 1564-1568 : Hillaire de Marconnay, dame de La Berlandière
- 1564-1568 : Claude de Beaune, duchesse de Rouannais (épouse de Claude Gouffier)
- 1564-1571 : Anne de Montpensier, duchesse de Nevers
- 1564-1571 : Louise de Montberon, dame de Sansac
- 1564-1571, 1576-? : Diane de Clermont, comtesse de Montlaur (fille d'Antoine III de Clermont)
- 1564-1574 : Marie Morin (épouse du chancelier Michel de l'Hospital)
- 1564-1574 : Marie Bochetel (nièce de Jean de Morvillier)
- 1564-1576, 1581-? : Louise d'Avaugour, baronne de Clermont-Lodève
- 1564-1576 : Madeleine d'Avaugour, dame d'Andouins
- 1564-1583 : Louise d'Halluin
- 1564-? : Françoise de Warty, dame de Pequigny
- 1565-1566 : Gilberte de Chabannes, marquise de Canillac (fille de Charlotte de Vienne)
- 1565-1571 : Henriette de Nevers
- 1566-1569, 1573-1574 : Françoise d'Orléans-Longueville
- 1566-1578 : Alphonsine Strozzi
- 1567-1571 : Antoinette de La Marck
- 1567-1571, 1573-1574 et 1576-1577 : Charlotte Picart d'Esquetot, maréchale de Brissac (épouse de Charles Ier de Cossé)
- 1567-1571, 1576-? : Marguerite de Conan, marquise d'Acérac
- 1567-1574, 1583 : Madeleine de Luxembourg, baronne de Royan puis de La Chapelle aux Ursins (fille de François de Luxembourg)
- 1567-1578 : Françoise de La Marck, baronne de Clairvaux (épouse de René de Villequier)
- 1567-1581, 1585-? : Jeanne d'Halluin
- 1567-1571, 1574-1583 : Claude Catherine de Clermont
- 1567-? : Gabrielle de Rochechouart
- 1568-1569 : Laudomia de Médicis, maréchale de Strozzi (épouse de Pierre Strozzi)
- 1568-1569, 1573-1578 : Antoinette de La Tour-Landry, duchesse de Rouannais (épouse de Claude Gouffier)
- 1568-? : Jeanne d'Anglure
- 1569-1571 : Catherine de Clèves
- 1569-1574, 1577-1581 : Charlotte de Sauve
- 1569-?, 1573-1574 et 1578-? : Françoise de La Baume, maréchale de Tavannes (épouse de Gaspard de Saulx)
- 1571-1578 : Hélène Bon, dame de La Tour (belle-fille de Marie-Catherine Pierrevive)
- ?-1571 : Madeleine de Savoie
- 1572-? : Anne Cabriana, dame de Lignerolles (mère de Catherine Le Voyer de Lignerolles)
- 1573-1574, 1585-? : Marie de La Chastre, baronne de Châteauneuf (épouse de Guillaume de L'Aubespine)
- 1573-1576 : Françoise de Ramefort, dame de Boisbenest
- 1573-1576, 1585-? : Louise Jay, vicomtesse de La Guerche
- 1573-1589 : Madeleine de L'Aubépine
- 1573-? : Claude de Gontaut, dame de Saint-Sulpice
- 1573-? : Marie de L'Aubépine, dame de Pinart (sœur de Claude de L'Aubespine de Verderonne)
- 1573-? : Claude de La Tour, dame de Tournon
- 1573-? : Helena Comnène Arianiti, châtelaine de Milan (fille de Françoise de Montferrat)
- 1573-?, 1583-? : Claude Robertet, dame des Arpentis (fille de Claude Robertet)
- 1574-1577 : Anne de Pisseleu, baronne de Lucé[9]
- 1574-1578 : Nicole Le Roy, sénéchale d'Agenois puis maréchale de Cossé
- 1574-? : Marie Porret, dame de La Guesle
- 1576-1578 : Françoise de Rye, comtesse de Charny (épouse de Léonor Chabot-Charny)
- 1576-1578, 1583-? : Françoise de Maridor
- 1576-1583 : Claude de Pierres, dame de Marigny
- 1576-? : Anne de Gontaut
- 1576-? : Lucrèce Cavalcanti (épouse d'Albisse Del Bene)
- 1576-? : Renée de Coesmes, baronne d'Avaugour (tante de Jeanne de Coesme)
- 1576-? : Françoise d'O, dame de Maintenon
- 1576-? : Gabrielle de Sado, vicomtesse de Tours
- 1576-? : Anne de Thou, comtesse de Cheverny (épouse de Philippe Hurault de Cheverny)
- 1577-? : Renée de Cossé-Brissac, dame de Mery (fille d'Artus de Cossé-Brissac)
- 1577-? : Jeanne de Gaignon, dame de Chadieu
- 1578-1584 : Claude de L'Aubépine, dame de Chemerault
- 1578-1584 : Louise Buonacorsi (épouse de Girolamo Gondi)
- 1578-? : Charlotte de Chabannes, dame de Moÿ (fille de Jacques II de Chabannes de La Palice)
- 1578-? : Claude d'Ognies, dame d'Applaincourt
- 1578-? : Marguerite de Rostaing, dame de Cousan
- 1578-? : Anne de Warty, dame de Sénarpont
- ?-1578, 1581-? : Madeleine d'Ognies, dame de Castelpers
- 1579-? : Anne de Carnazet, dame de Crèvecœur (épouse de François Gouffier)
- 1579-? : Jeanne des Essars, dame de Cigogne
- 1579-? : Madeleine Le Roy, dame de Rouville
- 1579-? : Jeanne de Moy, comtesse de Châteauvillain
- 1581-1582 : Henriette de Savoie-Villars
- 1581-1589 : Renée d'Anjou-Mézières
- 1581-? : Madeleine de Cossé-Brissac, comtesse puis marquise de Choisy (fille d'Artus de Cossé-Brissac)
- 1581-? : Renée du Prat, marquise de Curton (petite-fille d'Antoine Duprat)
- 1581-? : Laure de Saint-Martin, dame de Biragues
- 1582-1586 : Filippa Duci
- 1583-1589 : Julienne d'Arquenay, dame de Rambouillet (épouse de Nicolas d'Angennes)
- 1583-? : Jeanne de Coesme
- 1583-? : Diane de La Marck
- 1583-? : Marguerite de La Chastre, dame de Saint-Nectaire
- 1583-? : Hélène de Clermont, comtesse de Gramont (épouse d'Antoine Ier de Gramont)
- 1583-? : Charlotte des Ursins, marquise de Mosny
- 1583-? : Guyonne Pignart, présidente d'Orsay
- 1583-? : Claudine de Bauffremont, comtesse d'Escars (épouse de François de Pérusse des Cars)
- 1584-? : Charlotte de Moÿ, dame d'Esneval
- 1585-? : Marie de Moy, dame de la Gruthuse
- 1585-? : Anne de Barbançon, dame de Nantouillet
- 1585-? : Anne Chabot, marquise de Maignelais (épouse de Charles de Hallwin)
- 1585-? : Anne Hurault, comtesse d'Olonne (fille de Philippe Hurault de Cheverny)
- 1585-? : Catherine de Marcilly, dame de Ragny
- 1585-? : Anne Robertet, dame de la Chastre (fille de Florimond Ier Robertet)
- 1585-? : Charlotte de Villequier, dame de Fresnes et de Maillebois (fille de René de Villequier)
- 1585-? : Renée d'Avaugour, dame de Chavigny
- Jacqueline de Rohan-Gyé

#### Filles d'honneur
- 1547-1557 : Jeanne d'Halluin
- 1547-1460 : Madeleine d'Avaugour
- 1548-1552 : Silvia Pico della Mirandola (sœur de Fulvia Pico della Mirandola)
- 1548-1554 : Fulvia Pico della Mirandola
- 1548-1560 : Claude d'Humières
- ?-1548 : Éléonore Stuart d'Albany (fille naturelle de John Stuart, régent d’Écosse et oncle par alliance de la reine)
- ?-1548 : Jeanne de Hangest-Auge
- 1549-1555 : Jeanne de Savoie-Nemours
- 1549-? : Antoinette de La Balue
- ?-1549 : Philippine de Luxembourg (fille de François de Luxembourg)
- ?-1549 : Jeanne de Montmorency (fille de Madeleine de Savoie)
- ?-1550 : Françoise de La Chambre
- ?-1550 : Françoise de Pompadour
- 1551-1560 : Jeanne Olivier (fille du chancelier Olivier)
- ?-1551 : Marie de Bony
- 1552-1560 : Marie de Monchenu (fille de Marin de Montchenu)
- 1552-1560 : Hippolite de Cossay
- 1552-1560 : Gabrielle de Lévis
- 1552-1560 : Marie Cabrianne
- 1552-1560, 1564-1576 : Catherine Gazette
- 1552-1567 : Françoise de Daillon
- ?-1552 : Claude du Bellay
- ?-1552 : Nicole de Mesvilliers
- ?-1552 : Suzanne de Chevausson
- ?-1553 : Catherine de Montmorency (fille de Madeleine de Savoie)
- ?-1552 : Claude d'Aumont
- ?-1553 : Antoinette d'Aubeterre
- 1554-1558 : Jeanne d'Anglure
- 1554-1560 : Clarice Strozzi (fille de Pierre Strozzi)
- 1554-1560 : Béatrix de La Chambre
- 1554-1560 : Gilberte de Baudereuil
- 1554-1560 : Marguerite de Bertrand (fille de Jean de Bertrand)
- 1554-1560 : Françoise de Maricourt
- 1554-1569 : Anne de Vernon
- 1554-1585: Madeleine de Bourdeilles (sœur de Brantôme)
- ?-1554 : Catherine de Sousmoulins
- 1555-1560 : Jeanne Chartier
- ?-1558 : Antoinette de La Marck
- 1560-1564 : Madeleine de Luxembourg (fille de François de Luxembourg)
- 1560-1564 : Aymée de Méré
- 1560-1564, 1567-1569 : Louise Jubert
- 1560-1567 : Isabelle de Limeuil
- 1560-1576 : Antoinette de Libel
- ?-1560 : Françoise de Rohan
- ?-1560 : Jeanne d'Escoubleau
- ?-1560 : Jeanne de Scepeaux
- ?-1560 : Bonaventure de Corbon
- 1564-1566 : Gilberte de Chabannes
- 1564-1566 : Louise Constant
- 1564-1567 : Jeanne de Chastaigner (épouse de Gaspard de Schomberg)
- 1564-1567 : Marguerite de Conan
- 1564-1567 : Catherine de l'Hospital
- 1564-1570 : Anne Cabriana (mère de Catherine Le Voyer de Lignerolles)
- 1564-1574 : Françoise de Montal
- 1564-1574 : Louise de La Béraudière du Rouhet
- 1564-1577 : Jeanne de Gaignon
- 1564-? : Catherine de Sousmoulins
- 1566-1567 : Hélène de Fonsèques
- 1566-1569 : Charlotte de Beaune-Semblançay
- 1566-1575 : Renée de Rieux
- 1566-? : Marguerite de Conighan
- 1567-1572 : Isabeau Babou de La Bourdaisière (sœur de Françoise Babou de La Bourdaisière)
- 1567-1574 : Madeleine de L'Hospital
- ?-1567 : Etiennette de La Chambre
- 1568-? : Louse de Charansonnay
- 1569-1576 : Diane de Vivonne
- 1569-? : Madeleine Chevalier
- 1571-1572 : Isabeau d'Armes
- 1571-1576 : Jeanne d'Aydie
- 1571-1583 : Marie de Poulcre
- 1571-? : Anne de Pierres
- 1572-1573 : Marie de La Chastre
- 1573-1576 : Catherine de Marcilly (fille de Louise d'Halluin)
- 1573-1577 : Marguerite d'Avila
- 1573-1581 : Girarde de Bras
- 1573-1581 : Marguerite d'Ailly (épouse de François de Coligny)
- 1573-1584 : Victoire d'Ayalla
- 1573-? : Marie de Cheuremont
- 1573-? : Charlotte de Clermont (fille d'Antoine III de Clermont)
- 1573-? : Charlotte d'Estanayé
- 1574 : Jeanne de Bourdeilles (nièce de Brantôme)
- 1574-1578 : Lyonneta Maunely
- 1574-1581 : Marguerite de Beaudreuil
- 1576-1579 : Jacqueline de Savonnières
- 1576-1583 : Antoinette de Pons
- 1576-? : Louise de L'Hospital
- 1576-? : Catherine de Coesme
- 1576-? : Cyprienne de Chambes (sœur de Jean IV de Chambes)
- 1576-? : Hélène de Montamart
- ?-1576 : Claude de Pierres
- 1577-? : Anne de Berry
- 1578-1581 : Madeleine de Cossé-Brissac (fille d'Artus de Cossé-Brissac)
- 1578-1585 : Charlotte de Villequier (fille de René de Villequier)
- 1578-? : Hippolite de Piouene
- 1578-? : Marguerite de Marcilly
- 1579-? : Agnès de Tanneguy
- 1579-? : Marie d'Escoubleau
- 1579-? : Louise de Savonnières (épouse de René de Villequier)
- 1579-? : Françoise Gouffier
- ?-1580 : Anna Acquaviva d'Aragona (future comtesse de Châteauvillain)
- 1581-1585 : Marie Bienvenu
- 1581-? : Marguerite Marcel
- 1581-? : Delia de Biragues
- 1581-? : Charlotte-Catherine de La Trémoille
- 1583-1584 : Louise de Luxembourg (fille de Jean III de Luxembourg-Ligny)
- 1583-? : Diane de Luxembourg (fille de Jean III de Luxembourg-Ligny)
- 1583-? : Catherine Tornabuoni
- 1583-? : Jacqueline Girard
- 1583-? : Germaine Marcel
- 1583-? : Marguerite de Marescot
- 1585-? : Anne du Bois
- 1585-? : Diane de Marconnay

### Marie Stuart (1542-1587)[10]

#### Dames d'honneur
- 1560 : Jacqueline de Longwy
- 1560 : Marie-Catherine Pierrevive

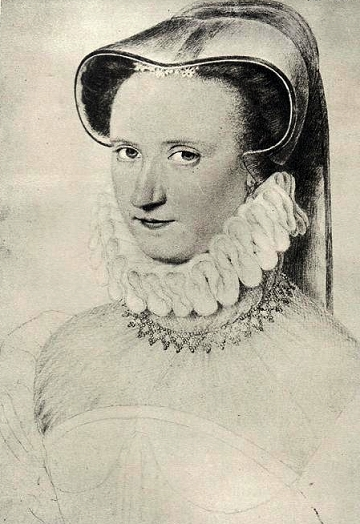
Françoise Babou de La Bourdaisière.

- 1560 : Françoise Babou de La Bourdaisière
- 1560 : Madeleine de Savoie
- 1560 : Antoinette de Bourbon (grand-mère de la reine)
- 1560 : Louise de Brézé (tante par alliance de la reine)
- 1560 : Anne d'Este (tante par alliance de la reine)
- 1560 : Louise de Rieux, marquise d'Elbeuf (tante par alliance de la reine)
- 1560 : Diane de Valois (belle-sœur de la reine)
- 1560 : Françoise de Brézé
- 1560 : Antoinette de La Marck
- 1560 : Louise d'Halluin
- 1560 : Guyonne de Breuil
- 1560 : Marie de Beaucaire
- 1560 : Marguerite de Lustrac, maréchale de Saint-André (épouse de Jacques d'Albon de Saint-André)
- 1560 : Marguerite de Bertrand, marquise de Trans (fille de Jean de Bertrand)
- 1560 : Antoinette de Cerisay, dame de Leuville (épouse de François Olivier)
- 1560 : Marie de Gaignon, duchesse de Roannais (épouse de Claude Gouffier)
- 1560 : Anne Hurault, dame de Carnavalet
- 1560 : Anne Le Maye, dame de Dannemarie
- 1560 : Hillaire de Marconnay, dame de La Berlandière
- 1560 : Françoise Robertet, dame de La Bourdaisière (mère de Françoise Babou de La Bourdaisière)
- 1560 : Anne Chabot, marquise de Maignelais (épouse de Charles de Hallwin)

#### Filles d'honneur
- 1560 : Etiennette de La Chambre
- 1560 : Anne de Langest
- 1560 : Anne de Daillon
- 1560 : Isabelle Camp
- 1560 : Claude du Pont
- 1560 : Mary Seton
- 1560 : Mary Beaton
- 1560 : Mary Fleming (fille de Jane Stuart)
- 1560 : Mary Livingston
- 1560 : Suzanne Constant
- 1560 : Marie Babou de La Bourdaisière (sœur de Françoise Babou de La Bourdaisière)
- 1560 : Anne Cabriana (mère de Catherine Le Voyer de Lignerolles)

### Élisabeth d'Autriche (1554-1592)[11]

#### Dames d'honneur
- 1571-1573 : Jeanne de Vivonne

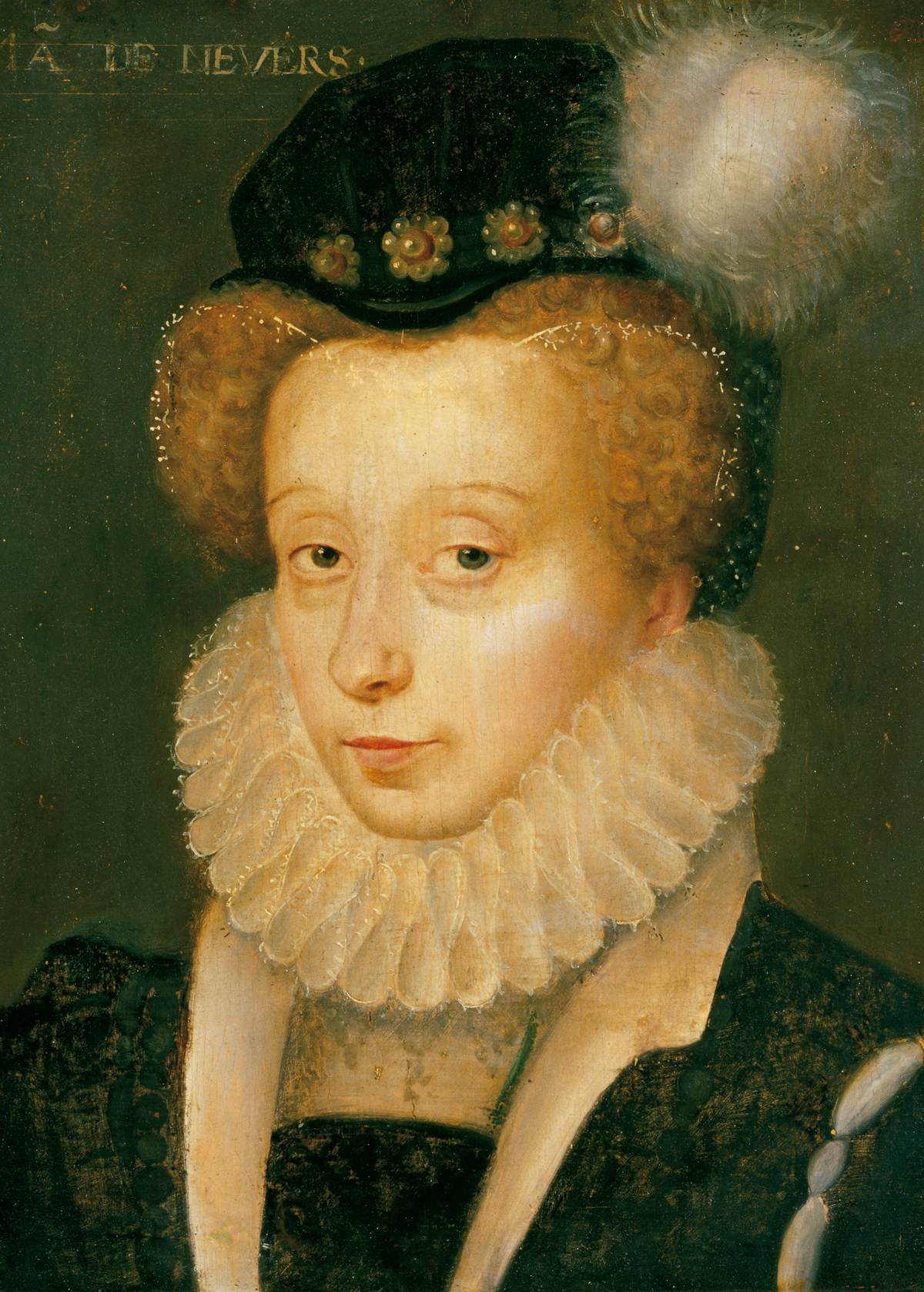
Henriette de Nevers.

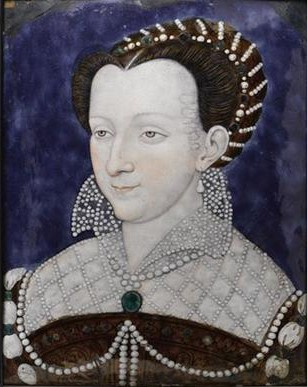
Anne d'Este.

- 1571-1574 : Françoise Robertet, dame de La Bourdaisière (mère de Françoise Babou de La Bourdaisière)
- 1571-1574 : Renée d'Anjou-Mézières
- 1571-1574 : Marie de Beaucaire
- 1571-1574 : Hélène Bon, dame de La Tour (belle-fille de Marie-Catherine Pierrevive)
- 1571-1574 : Marie de Bourbon-Saint-Pol
- 1571-1574 : Antoinette de Bourbon
- 1571-1574 : Françoise de Bourbon-Montpensier
- 1571-1574 : Louise de Brézé
- 1571-1574 : Anne Chabot, marquise de Maignelais (épouse de Charles de Hallwin)
- 1571-1574 : Claude Catherine de Clermont
- 1571-1574 : Diane de Clermont, comtesse de Montlaur (fille d'Antoine III de Clermont)
- 1571-1574 : Henriette de Nevers
- 1571-1574 : Catherine de Clèves
- 1571-1574 : Marie de Clèves
- 1571-1574 : Diane de Valois (belle-sœur de la reine)
- 1571-1574 : Renée de Coesme, baronne d'Avaugour (tante de Jeanne de Coesme)
- 1571-1574 : Marguerite de Conan, marquise d'Acérac
- 1571-1574 : Anne de Daillon, marquise de Ruffec
- 1572-? : Renée de Cossé, dame de Meru (fille d'Artus de Cossé-Brissac)
- 1572-? : Françoise de Rye, comtesse de Charny (épouse de Léonor Chabot-Charny)
- ?-1572 : Françoise du Bouchet, maréchale de Cossé (épouse d'Artus de Cossé-Brissac)
- 1572-1573 : Antoinette de La Tour-Landry, duchesse de Rouannais (épouse de Claude Gouffier)
- 1572-1573 : Jacqueline d'Averton, comtesse de Maulévrier (épouse de Charles Robert de La Marck)
- 1573-? : Françoise d'Orléans-Longueville
- 1573-? : Gabrielle de Rochechouart
- 1573-? : Jeanne de Montmorency, duchesse de Thouars (fille de Madeleine de Savoie)
- ?-1573 : Marie de Montmorency, comtesse de Candale (fille de Madeleine de Savoie)
- 1574-? : Renée de Savoie-Tende
- ?-1575 : Anne Gillier
- Anne d'Este
- Catherine de Lorraine
- Alphonsine Strozzi
- Antoinette de La Marck
- Silvia Pico della Mirandola, comtesse de La Rochefoucauld (sœur de Fulvia Pico della Mirandola)
- Catherine de Silly, marquise de Mirebeau (fille d'Anne de Laval)
- Jeanne de Chasteigner, dame de Villeparisis
- Françoise de Cosdun, dame de La Barbelinière
- Charlotte Le Sueur d'Esquetot, maréchale de Brissac (épouse de Charles Ier de Cossé)
- Louise de Montberon, dame de Sansac

#### Filles d'honneur
- 1571-1572 : Jeanne de Cossé-Brissac (fille d'Artus de Cossé-Brissac)
- 1571-1572 : Françoise de Daillon
- 1571-1573 : Héliette de Vivonne
- 1571-1574 : Jeanne de Coesme
- 1571-1574 : Madeleine de Cossé-Brissac (fille d'Artus de Cossé-Brissac)
- 1571-1574 : Jeanne de Cossé-Brissac (fille de Charles Ier de Cossé)
- 1571-1574 : Diane de Cossé-Brissac (fille de Charles Ier de Cossé)
- 1572-? : Isabelle de Mandosse
- 1572-? : Louise Nayne
- 1573-1574 : Lucrèce Turpin de Crissé
- 1573-? : Jeanne de Jounain
- 1573-? : Cornille Daville
- 1573-? : Françoise de Rostaing
- ?-1573 : Marguerite de La Baume
- ?-1573 : Vittoria de Aquino
- ?-1574 : Madeleine de Brouilly
- ?-1574 : Antoinette de Montignac
- ?-1574 : Jeanne de Maure
- Catherine de Marcilly (fille de Louise d'Halluin)
- Marguerite de Brouilly
- Catherine de Montal
- Marguerite de Rostaing
- Françoise de Noailles (fille d'Anne de Gontaut)
- Urbaine de Laval-Bois-Dauphin (sœur d'Urbain de Laval Bois-Dauphin)

### Louise de Lorraine-Vaudémont (1553-1601)[12]

#### Dames d'honneur
- 1575-1585 : Anne Chabot, marquise de Maignelais (épouse de Charles de Hallwin)
- 1575-1586 : Chrétienne d'Aguerre
- 1575-1589 : Marie de Bourbon-Saint-Pol
- 1575-1589 : Françoise Robertet, dame de La Bourdaisière (mère de Françoise Babou de La Bourdaisière)
- 1575-1589 : Françoise Babou de La Bourdaisière
- 1575-1589 : Jeanne de Chasteigner, comtesse de Nanteuil (épouse de Gaspard de Schomberg)
- 1575-1589 : Henriette de Nevers
- 1575-1589 : Catherine de Clèves
- 1575-1589 : Antoinette du Chastellet, dame de La Bastide
- 1577-? : Catherine de Lorraine-Aumale (belle-mère de la reine)
- 1577-? : Marie de Luxembourg (belle-sœur de la reine)
- 1577-? : Marguerite de Conan, marquise d'Acérac
- 1577-? : Jeanne de Cossé-Brissac, dame de Saint-Luc (épouse de François d'Espinay de Saint-Luc)
- ?-1577 : Diane de Cossé-Brissac, comtesse de Mansfeld (fille de Charles Ier de Cossé)
- ?-1577 : Charlotte Picart d'Esquetot, maréchale de Brissac (épouse de Charles Ier de Cossé)
- 1578-1583 : Fulvia Pico della Mirandola
- 1578-? : Hélène Bon, dame de La Tour (belle-fille de Marie-Catherine Pierrevive)
- 1578-? : Françoise de La Baume, maréchale de Tavannes (épouse de Gaspard de Saulx)
- 1578-? : Helena Comnène Arianiti, châtelaine de Milan (fille de Françoise de Montferrat)
- 1579-1589 : Marie d'Allègre, dame de La Fayette (petite-fille de Guyonne de Breuil)
- 1579-1589 : Anne de Daillon, marquise de Ruffec
- 1579-? : Isabeau de Sorbières, dame de Saint-Germain
- 1579-? : Renée d'Averton, marquise d'Encre (épouse de Jacques d'Humières)
- 1579-? : Jacqueline de La Chapelle, dame de Malicorne
- 1579-? : Gilberte de Marconnay, dame de Montmorin
- 1579-? : Françoise de Rochechouart, dame de Richelieu (mère de François IV du Plessis de Richelieu)
- 1579-? : Catherine Tornabuoni, dame d'Elbenne
- 1580-1581 : Renée d'Anjou-Mézières
- 1580-1587 : Françoise de Laval, dame de Lenoncourt
- 1580-? : Sylvie de La Rochefoucault, dame de Champdenier
- 1580-? : Antoinette de La Tour, comtesse de Chasteauvillain
- 1580-? : Jacqueline d'Aumont, dame d'Alègre (sœur de Jean VI d'Aumont)
- 1580-? : Madeleine de Bouillé, vicomtesse de Rochechouart
- 1580-? : Suzanne de La Porte, dame de Richelieu (épouse de François IV du Plessis de Richelieu)
- 1582-1583 : Jeanne de Coesme
- 1582-1587 : Diane de Lorraine, duchesse de Piney (sœur de Catherine de Lorraine-Aumale)
- 1582-? : Marie Gentian, dame de Miron
- 1582-? : Jeanne de Lenoncourt, dame de Bois-Dauphin
- 1582-? : Marguerite de Lorraine-Vaudémont (demi-sœur de la reine)
- 1582-? : Marie d'Elbeuf, duchesse d'Aumale (fille de René II d'Elbeuf)
- 1582-? : Marie de Beaucaire
- 1582-? : Antoinette de La Marck
- 1582-? : Anne de Rostaing, dame de Sourdis
- 1582-? : Héliette de Vivonne, dame de Fontaines-Chalandray
- 1582-? : Henriette de Savoie-Villars
- 1583-? : Diane de Valois (belle-sœur de la reine)
- 1583-? : Catherine de Lorraine
- ?-1583 : Éléonore de Rohan-Gié, princesse de Guéméné (épouse de Louis VI de Rohan-Guéméné)
- 1584-? : Antoinette de Pons
- 1584-? : Catherine du Val, marquise de Rothelin (épouse de François d'Orléans-Rothelin)
- 1584-? : Catherine de La Marche, dame de Champvallon
- 1584-? : Claude de L'Aubépine, dame de Chemerault
- 1585-1586 : Catherine de Nogaret de La Vallette, comtesse du Bouchage (épouse d'Henri de Joyeuse)
- 1585-? : Claude Catherine de Clermont
- 1585-? : Charlotte de Beaune-Semblançay
- 1585-? : Marguerite de Dinteville, dame de Dommartin
- 1585-? : Charlotte de Beaucaire, dame de Viverots (fille de Guyonne de Breuil)
- 1585-? : Anne de Batarnay, dame de La Vallette (épouse de Bernard de Nogaret)
- 1585-? : Gabrielle de Crevant, dame de Montigny
- 1585-? : Françoise du Plessis, dame du Cambout (sœur de François IV du Plessis de Richelieu)
- 1585-? : Marguerite Hurault, marquise de Nesle (fille de Philippe Hurault de Cheverny)
- ?-1585 : Anne de Thou, comtesse de Cheverny (épouse de Philippe Hurault de Cheverny)
- ?-1586 : Madeleine de Savoie
- 1587-? : Claude de Pierres, dame de Marigny
- 1588-? : Marguerite Claude de Gondi, marquise de Maignelais (fille de Claude Catherine de Clermont)
- 1588-? : Isabelle de La Rochefoucault, dame de Randan
- 1589-? : Jacquette de Montbron
- Anne d'Este
- Françoise d'Orléans-Longueville
- Jeanne de Laval
- Gabrielle de Rochechouart
- Catherine de Marcilly, dame de Ragny (fille de Louise d'Halluin)
- Marie d'Arconna
- Hélène d'Illiers, dame de Fresnes et Maillebois (mère de François d'O)
- Françoise de La Marck, baronne de Clairvaux (épouse de René de Villequier)
- Françoise de Rye, comtesse de Charny (épouse de Léonor Chabot-Charny)
- Marguerite de Saluces, maréchale de Bellegarde (épouse de Roger de Saint-Lary de Bellegarde)
- Catherine de Silly, marquise de Mirebeau (fille d'Anne de Laval)
- Diane de Vivonne, dame de Larchant

#### Filles d'honneur
- 1577-? : Rachelle de Rivière
- ?-1577 : Jeanne de Cossé-Brissac (fille de Charles Ier de Cossé)
- 1578-1588 : Isabeau de La Rochefoucault
- 1578-? : Diane de Marconnay
- ?-1578 : Jeanne de Maure
- ?-1578 : Jeanne de Jounain
- ?-1578 : Françoise de Daillon
- 1579-1586 : Louise d'Estanayé
- 1579-1584 : Charlotte de La Marck
- 1579-? : Antoinette de Daillon
- 1579-? : Catherine de Luxe
- 1579-? : Claude de Saulx (fille de Gaspard de Saulx)
- 1580-1588 : Claude de Brie
- 1580-? : Isabelle de Hallwin (fille de Charles de Hallwin)
- ?-1580 : Urbaine de Laval-Bois-Dauphin (sœur d'Urbain de Laval Bois-Dauphin)
- ?-1580 : Héliette de Vivonne
- 1581-? : Marguerite-Claude de Gondi (fille de Claude Catherine de Clermont)
- 1581-? : Marguerite de Lorme
- 1582-1585 : Madeleine de Montmorin
- 1582-? : Marie de Chabanay
- 1582-? : Marie Goury
- 1582-? : Péronne d'Allègre (petite-fille de Guyonne de Breuil)
- ?-1582 : Madeleine de Brouilly
- ?-1582 : Marguerite de Rostaing
- 1583-? : Jacqueline de Maricourt
- 1583-? : Suzanne de Grammont
- 1585-? : Claude de Combault
- 1585-? : Isabelle du Bec
- ?-1585 : Charlotte de Rostaing
- ?-1585 : Marguerite de Marcilly
- 1586-? : Jacqueline de La Tour-Landry
- 1586-? : Marguerite de La Rochefoucault
- 1586-? : Isabelle de Lenoncourt
- 1587-? : Diane de Saint-Nectaire (fille de Jeanne de Laval)
- 1588-? : Anne du Bois
- 1589-? : Marguerite d'Elbenne
- 1599 : Marie Babou de La Bourdaisière (nièce de Françoise Babou de la Bourdaisière)
- Claude de Saint-Blaize
- Antoinette de Pons

### Marie de Médicis (1575-1642)[13]

#### Dames d'honneur
- ?-1604 : Marguerite Hurault de Cheverny, marquise de Nesle (fille de Philippe Hurault de Cheverny)
- 1607-1610 : Marguerite de Béthune
- 1626-1631 : Laure de Maure, marquise de Mortemart
- Louise-Marguerite de Lorraine
- Charlotte des Essarts

#### Filles d'honneur
- 1600-1602 : Polissena Rossi di San Secondo (mère d'Anne Charlotte de Gondi)
- 1600-1602 : Marie Babou de La Bourdaisière (nièce de Françoise Babou de La Bourdaisière)
- 1600-1604 : Marie-Charlotte de Balzac d'Entragues
- 1600-1606 : Charlotte de La Grange
- 1603-1612 : Gabrielle du Plessis-Liancourt (fille d'Antoinette de Pons)
- ?-1604 : Charlotte Tornabuoni
- ?-1604 : Virginie Sipory
- ?-1604 : Isabelle Austiny
- 1605-1611 : Charlotte Rouxel
- ?-1605 : Alphonsine Babou de la Bourdaisière (fille de Diane de La Marck)
- ?-1605 : Marie de Chamborant
- ?-1605 : Françoise Arrigy
- 1606-1611 : Charlotte de Fonlebon
- 1606-1611 : Antoinette de Mornay
- 1607-1610 : Marie de Béthune (fille de Philippe de Béthune)
- 1609 : Charlotte-Marguerite de Montmorency
- 1610-1614 : Madeleine de Souvré
- 1610-1616 : Victoire de Cardaillac
- 1610-1619 : Antoinette de Rochebaron
- 1610-1619 : Marie de Lancry
- 1611-1612 : Marie-Antoine de Loménie
- ?-1611 : Faustine Ricastel
- 1612-1616 : Sabine de Coligny
- 1612-1619 : Geneviève d'Urfé
- 1612-1619 : Catherine de Loménie
- 1613-1622 : Emilia de Vedene
- 1613-1630 : Charlotte de Mellet
- 1617-1624 : Anne de Broc (fille de Françoise de Montmorency-Fosseux)
- 1617-1625 : Françoise de Mauléon
- 1618-1628 : Anne Philippeaux
- 1619-1620 : Marie-Madeleine de Vignerot de Pontcourlay
- 1620-1624 : Marguerite de Bourdeilles (petite-fille de Jacquette de Montbron)
- 1621-1622 : Madeleine de La Porte de La Mailleraye
- 1621-1623 : Françoise de Béon
- 1621-1625 : Françoise de Fiennes
- 1621-1629 : Jeanne du Fresnoy
- 1624-1627 : Suzanne de Montmorency
- 1625-1627 : Françoise de Guémadeuc
- 1625-1630 : Madeleine Martel
- 1625-? : Gabrielle de Coligny
- 1625-? : Marie de Grignols
- 1625-? : Suzanne de Chambes (fille de Françoise de Maridor)
- 1626-1639 : Louise-Élisabeth d'Angennes
- 1628-? : Marie de Hautefort
- 1629-? : Anne des Essarts
- 1630-? : Léonore de Chaumont
- ?-1634 : Marie du Cambout (sœur de Marguerite-Philippe du Cambout)

### Anne d'Autriche (1601-1666)[14]

#### Dames d'honneur
- ?-1619 : Diane de Valois
- 1628-1629 : Marie-Gabrielle de La Guiche, maréchale de Saint-Luc (épouse de Timoléon d'Epinay de Saint-Luc)
- 1628-1631 : Louise de Béthune, marquise de Mirepoix (fille de Maximilien de Béthune)
- 1629-1631 : Antoinette de Daillon, dame de La Guiche (épouse de Philibert de la Guiche)
- 1631-? : Claire-Charlotte Adhémar de Castellane, baronne de Castelnau puis dame de Paulhan
- ?-1631, 1640-1659 : Élisabeth de L'Aubespine, comtesse de Vaucelas (fille de Guillaume de L'Aubespine)
- ?-1631 : Laurence de Paulian
- 1640-1647 : Marthe de Saint-Denis, comtesse de Boiseau
- 1643-1661 : Catherine Tècle de Ligniville, baronne de Menessaire
- 1643-1664 : Marguerite Labbé, dame du Moustier
- 1644-1649 : Diane-Henriette de Budos, duchesse de Saint-Simon (épouse de Claude de Rouvroy de Saint-Simon)
- 1644-1652 : Virginie de Maugiron, dame de Thiolet
- 1644-1665 : Jeanne de Brouilly, dame de Bremont
- 1645-1647 : Élisabeth de Bourgneville, dame de Cauvignon
- 1645-1647 : Élisabeth de Gaillardbois, dame de La Chaise
- 1645-1665 : Nicole de La Chesnaye, dame de Taverny
- 1648-1665 : Catherine de Chevry, comtesse de Rochefort
- 1649-1655, 1660-? : Nicole Le Roux, dame de La Prugne
- 1650-1651 : Françoise d'Orglandes, comtesse de Mosson
- 1651-1655 : Jeanne de Roillac, dame de Zamet
- 1652-1664 : Marie de Brancas, marquise d'Ampuis (fille de Julienne-Hippolyte d'Estrées)
- 1653-1665 : Catherine de Polignac, comtesse de Plaisian
- 1655-1664 : Marie Briçonnet, dame de La Chaussée
- 1656-1664 : Radegonde de Grison, dame d'Apremont
- 1656-1665 : Marie de Marillan, dame de Sérignan
- 1656-1665 : Sybille de Saignes, dame de Maleny
- 1657-1665 : Françoise de Percevaux, marquise de Kerjean
- 1657-1665 : Henriette de Roquelaure, dame de Balagny
- 1658-1664 : Élisabeth-Jeanne-Françoise Regnart, dame de La Villette
- 1658-1665 : Henriette de Coligny
- 1659-1664 : Anne Barbe d'Avrilly, dame de Marinez
- 1659-1664 : Jeanne de Vieuxpont
- 1659-1665 : Catherine Le Normand, dame de Beaumont
- 1660-1661 : Jeanne de Pontcastel
- 1660-1665 : Madeleine de Choiseul, comtesse de Drubec (sœur de César de Choiseul du Plessis-Praslin)
- 1660-1665 : Catherine de Rocquart, dame de Saint-Auran
- 1663-1665 : Denise de Heres, dame de Rémy, dame de Bondy
- 1663-1665 : Marie-Anne d'Hugues, dame de Bioule
- 1664-1665 : Catherine de Bonnes, marquise de La Baume (mère de Camille d'Hostun)
- 1664-1665 : Élisabeth Brûlart, comtesse de Lignon
- 1664-1665 : Marie Brûlart, marquise de Vitry
- 1664-1665 : Madeleine de La Vergne-Tressan, dame de Monlaur
- 1664-1665 : Élisabeth de Lon, dame de Mongeron
- 1664-1665 : Lucrèce de Monceaux, marquise de Bully
- Louise-Marguerite de Lorraine

#### Filles d'honneur
- ?-1617 : Maria d'Aragona
- 1618-1619 : Claude de Mailly
- 1618-1622 : Esther Goyon de la Moussaye
- 1618-1624 : Catherine de Mouchy
- 1618-1630 : Diane de Grandseigne
- ?-1618 : Virginie de Maugiron
- 1619-1620 : Diane du Vernet
- 1619-1620 : Anne du Rouvre
- 1619-1621 : Françoise de Conighan
- 1619-1622 : Catherine du Bellay (fille de Catherine Le Voyer de Lignerolles)
- ?-1619 : Anne de Maupas (sœur de Henri Cauchon de Maupas)
- 1621-1640 : Marie de Pagan
- ?-1621 : Antonia de Mendoza
- 1622-1626 : Renée de Preaux
- 1622-1640 : Charlotte de Thou
- 1622-1645 : Marguerite de Pluviers
- ?-1622 : Catherine de Courtenay
- 1623-1629 : Anne de la Bicherelle
- 1626-1631 : Jeanne de Rieux
- ?-1628 : Claude Lamet
- 1629-1637 : Louise de la Fayette
- 1629-1644 : Denise de La Fontaine
- 1630-1639 : Renée de Vieuxpont
- 1632-1640 : Louise-Françoise de Barbezières de Chemerault
- 1633-1640 : Françoise Testu
- 1633-1640 : Marie Godet
- 1634-1637 : Françoise de Montmorency
- 1634-1639 : Charlotte Bouthillier de Chavigny
- 1634-1644 : Marguerite de Chaumont
- 1634-1644 : Anne de Taillefert
- 1637-1640 : Marie de Chasteigner
- 1639-1640 : Marie de Loménie
- 1639-1640 : Marie de Saint-Gelais
- 1639-1640 : Elisabeth de Bailleul (fille de Nicolas de Bailleul)
- 1640-1642 : Marguerite-Angélique de Béthune (petite-fille de Maximilien de Béthune)
- 1640-1646 : Angélique de Baudéan (sœur de Suzanne de Baudéan)
- 1640-1652 : Judith de Pons
- 1643-? : Suzanne de Baudéan
- 1644-1654 : Marie Stuer de Caussade
- 1645-1647 : Anne Budes de Guébriant (nièce de Renée Crespin du Bec)
- 1645-1651 : Anne Le Gras
- 1650-1652 : Marie de Palvoisin
- 1650-1655 : Marie-Madeleine Pioche de La Vergne
- 1652-1662 : Henrietta Gordon (petite-fille de Francis Hay)
- 1652-1662 : Bonne de Meaux
- 1654-1658 : Anne de La Porte-Vezins
- 1654-1662 : Charlotte de Vernoux
- 1654-1662 : Catherine de Manneville
- 1657-1662 : Jeanne-Charlotte de Barbezières de Chémerault
- 1657-1662: Anne-Madeleine de Conty d'Argencourt
- 1658-1662 : Catherine Le Petit
- Madeleine de Fleurigny
- Françoise d'Escars

### Marie-Thérèse d'Autriche (1638-1683)[15],[16]

#### Dames d'honneur
- 1664-1673 : Louise-Christine de Savoie-Carignan
- 1664-1673 : Catherine de Neufville de Villeroy, comtesse d'Armagnac (épouse de Louis de Lorraine)
- 1664-1679 : Madame de Montespan
- 1664-1679 : Marie-Marguerite-Ignace de Lorraine-Elbeuf (fille de Charles II d'Elbeuf)
- 1664-1680 : Anne-Armande de Saint-Gelais de Lansac
- 1664-1683 : Louise-Antoinette-Thérèse de La Châtre, maréchale d'Humières (épouse de Louis de Crevant)
- 1667-1683 : Elizabeth Hamilton
- 1667-1683 : Marie-Françoise de Brancas
- 1667-1683 : Marguerite-Louise-Suzanne de Béthune-Sully, comtesse de Guiche puis duchesse du Lude (épouse d'Armand de Gramont et d'Henry de Daillon)
- 1672-1683 : Marie-Julie de Sainte-Maure[17]
- 1674-1680 : Madeleine de Laval-Bois-Dauphin, maréchale de Rochefort (épouse de Henri Louis d'Aloigny)
- 1674-1682 : Marie-Françoise d'Albret, comtesse de Marsan (fille de César d'Albret)
- 1674-1683 : Anne de Rohan-Chabot
- 1674-1683 : Jeanne-Marie-Thérèse Colbert, duchesse de Chevreuse (fille de Jean-Baptiste Colbert)
- 1674-1683 : Marie-Françoise de Bournonville, duchesse de Noailles (épouse d'Anne-Jules de Noailles)
- 1679-1683 : Marie-Louise-Claire d'Albert de Luynes, princesse de Tingry (belle-sœur de François-Henri de Montmorency-Luxembourg)
- 1680-1683 : Henriette-Louise Colbert, duchesse de Beauvilliers (fille de Jean-Baptiste Colbert)
- 1681-1683 : Louise-Gabrielle de La Baume Le Blanc, comtesse de Plessis-Praslin puis duchesse de Choiseul (épouse de César Auguste de Choiseul de Plessis-Praslin)[18]
- 1683 : Françoise-Madeleine-Claude de Warignies, comtesse de Saint-Géran

#### Filles d'honneur
- 1660-1663 : Diane-Charlotte de Caumont (sœur d'Antonin Nompar de Caumont)
- 1660-1668 : Anne de Caumont (sœur d'Antonin Nompar de Caumont)
- 1660-1668 : Louise-Marie de La Grange d'Arquien
- 1661-1666 : Bonne de Pons
- 1666-1673 : Charlotte-Rose de Caumont La Force
- 1671-1674 : Isabelle de Ludres
- 1671-1677 : Louise-Philippe de Coëtlogon (épouse de Louis Oger de Cavoye)

### Marie-Anne de Bavière (1660-1690)[19]
- 1680-1683 : Marie-Louise de Laval-Montmorency (épouse d'Antoine-Gaston de Roquelaure)
- 1680-1684 : Louise de Clermont-Tonnerre
- 1680-1684 : Louise de Gontaut-Biron (sœur de Charles-Armand de Gontaut-Biron)
- 1680-1686 : Marie-Armande de Rambures
- 1680-1688 : Marie-Madeleine-Agnès de Gontaut-Biron (sœur de Charles-Armand de Gontaut-Biron)
- 1681-1687 : Hélène Chabot de Jarnac
- 1684-1685 : Elizabeth Hamilton (nièce d'Elizabeth Hamilton)
- 1684-1686 : Sophie-Marie von Löwenstein-Wertheim-Rochefort (épouse de Philippe de Courcillon de Dangeau)
- 1684-1687 : Claude-Charlotte de Gramont (fille d'Elizabeth Hamilton)
- 1685-1688 : Marie-Élisabeth de Gramont (fille d'Elizabeth Hamilton)
- 1686-1688 : Louise-Victoire de Caumont (demi-sœur de Henri Jacques Nompar de Caumont)
- 1686-1688 : Suzanne de Bellefonds (fille de Bernardin Gigault de Bellefonds)
- 1686-1688 : Claude-Albertine-Rosalie de Montmorency-Roullers

### Marie-Adélaïde de Savoie (1685-1712)[20]
- 1697-1707 : Louise Sublet d'Heudicourt, marquise de Montgon (fille de Bonne de Pons)
- 1697-1708 : Sophie-Marie von Löwenstein-Wertheim-Rochefort, marquise de Dangeau (épouse de Philippe de Courcillon de Dangeau)
- 1697-1712 : Marie-Madeleine-Agnès de Gontaut-Biron, marquise de Nogaret (sœur de Charles-Armand de Gontaut-Biron)
- 1697-1712 : Catherine-Françoise d'Arpajon de Séverac, comtesse de Roucy (fille de Louis d'Arpajon)
- 1697-1712 : Marie-Anne de La Vergne de Guilleragues, marquise d'O (épouse de Gabriel Claude de Villers)
- 1697-1712 : Suzanne de Bellefonds, marquise du Châtelet (fille de Bernardin Gigault de Bellefonds)
- 1698-1707 : Françoise-Charlotte d'Aubigné
- 1698-1712 : Marie-Françoise d'Albert de Luynes, duchesse de Lévis (fille de Charles-Honoré d'Albert de Luynes)
- 1698-1712 : Lucie-Félicité de Noailles, duchesse d'Estrées (sœur de Marie-Thérèse et Marie-Victoire de Noailles)
- 1707-1712 : Marie-Thérèse de Noailles
- 1707-1712 : Marie-Victoire de Noailles
- 1708-1712 : Françoise de Pompadour-Laurière, marquise de Courcillon (belle-fille de Philippe de Courcillon de Dangeau)

### Marie Leszczynska (1703-1768)

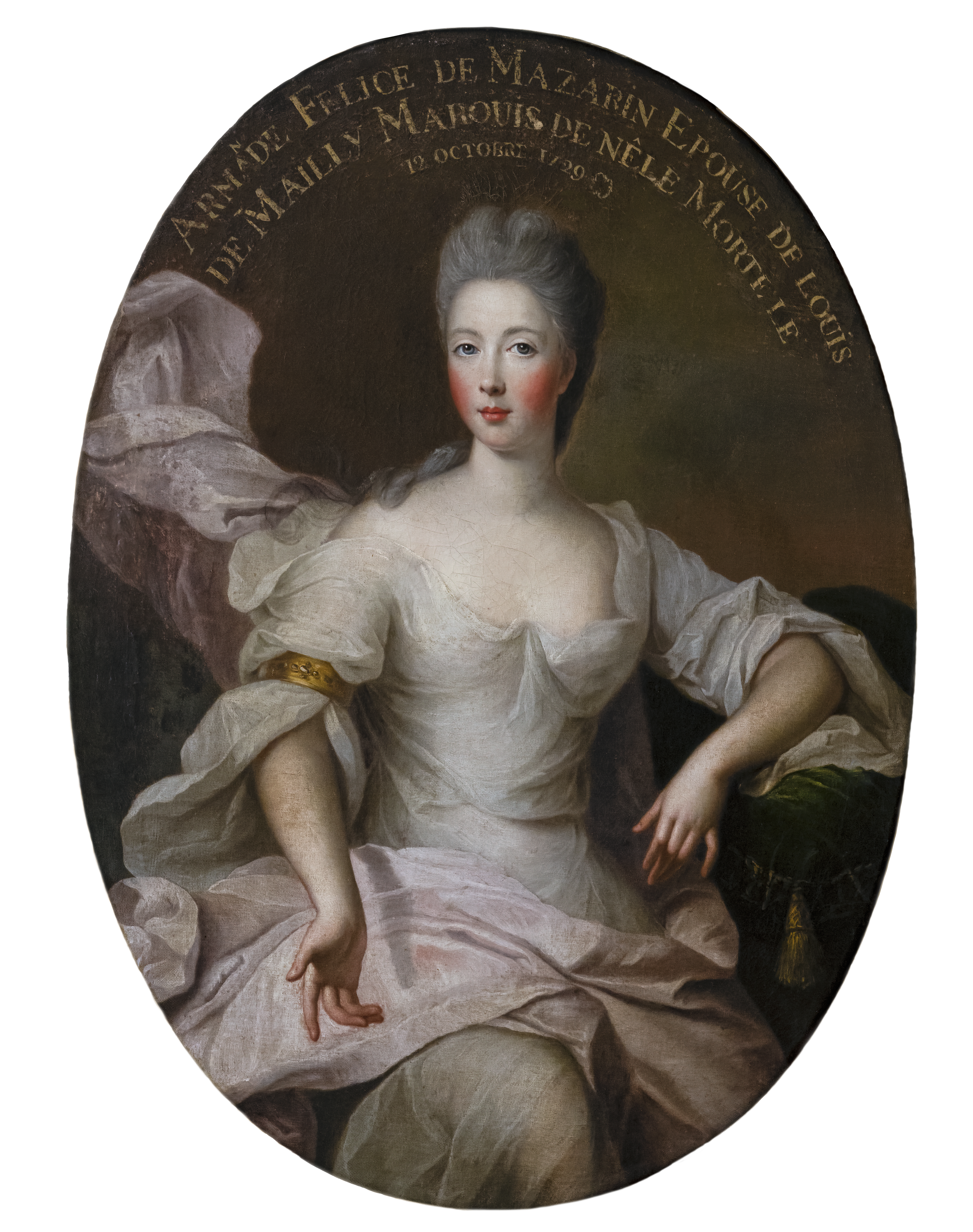
Armande Félice de La Porte Mazarin.

- 1725-1726 : Jeanne-Agnès Berthelot de Pléneuf
- 1725-1727 : Jeanne-Angélique Rocque de Varengeville, duchesse de Villars (épouse de Claude Louis Hector de Villars)
- 1725-1728 : Henriette-Julie de Durfort, comtesse d’Egmont (mère de Casimir Pignatelli d'Egmont)
- 1725-1729 : Armande Félice de La Porte Mazarin
- 1725-1729 : Marie-Isabelle de Rohan
- 1725-1735 : Catherine-Charlotte de Gramont
- 1725-1737 : Julie-Christine-Régine Gorge d’Antraigues, duchesse de Béthune-Charost (mère de François Joseph de Béthune)
- 1725-1740 : Marie-Adélaïde de Gramont, duchesse de Biron (fille d'Antoine V de Gramont)
- 1725-1740 : Marie-Françoise de Rochechouart-Mortemart, princesse de Chalais (belle-mère de Gabriel-Marie de Talleyrand-Périgord)
- 1725-1741 : Edmée-Charlotte de Brenne, marquise de Matignon (épouse de Thomas Goyon de Matignon)
- 1725-1741 : Marie-Marguerite d’Alègre, marquise de Rupelmonde (fille d'Yves d'Alègre)
- 1725-1746 : Garcie-Joséphine-Pétronille de Salcedo, comtesse de Mérode
- 1725-1757 : Françoise-Gillette de Montmorency-Luxembourg, duchesse d'Antin (épouse de Louis de Pardaillan de Gondrin)
- 1726-1734 : Marie-Josèphe de Boufflers, duchesse d'Alincourt (fille de Catherine-Charlotte de Gramont)
- 1727-1742 : Amable Gabrielle de Noailles
- 1728-1739 : Henriette de Fitz-James, marquise de Renel (fille de Jacques Fitz-James)
- 1729-1742 : Louise-Julie de Mailly-Nesle
- 1729-1757 : Éléonore-Eugénie de Béthisy de Mézières, princesse de Montauban (épouse de Charles de Rohan-Rochefort)
- 1734-1749 : Madeleine-Angélique Neufville de Villeroy
- 1737-1745 : Marthe-Élisabeth de La Rochefoucauld de Roye, duchesse d'Ancenis (épouse de François Joseph de Béthune)
- 1737-1762 : Laure de Fitz-James, marquise de Bouzols (fille de Jacques Fitz-James)
- 1739-1763 : Anne-Madeleine-Françoise d'Auxy de Monceaux, duchesse de Fleury (mère d'André Hercule Marie Louis de Rosset de Rocozels de Fleury)
- 1740-1768 : Marie-Élisabeth Chamillart, marquise de Talleyrand (mère de Charles-Daniel de Talleyrand-Périgord)
- 1741-1751 : Marie-Christine de Gramont, comtesse de Rupelmonde (fille de Louis de Gramont)
- 1741-1762 : Victoire-Louise-Joseph Goyon de Matignon, duchesse de Fitz-James (mère de Laure-Auguste de Fitz-James)
- 1742-1744 : Marie-Anne de Mailly-Nesle
- 1742-1766 : Hortense-Félicité de Mailly-Nesle
- 1744-1768 : Marie-Françoise de Talleyrand, comtesse de Périgord (épouse de Gabriel-Marie de Talleyrand-Périgord)
- 1745-1748 : Hélène-Françoise-Angélique Phélypeaux de Pontchartrain, duchesse de Nivernais
- 1746-1753 : Marie-Françoise-Casimire de Froulay de Tessé, comtesse de Saulx (belle-mère de Marie-Éléonore de Lévis-Châteaumorand)
- 1747-1768 : Marie-Anne-Philippine-Thérèse de Montmorency-Logny, duchesse de Boufflers (belle-fille de Madeleine-Angélique Neufville de Villeroy)
- 1748-1768 : Louise-Félicité de Bréhan
- 1749-1752 : Alise-Tranquille de Clermont-Tonnerre, marquise de Montoison (dame du palais surnuméraire)
- 1751-1761 : Henriette-Nicole Pignatelli d'Egmont, duchesse de Chevreuse (épouse de Marie-Charles-Louis d'Albert de Luynes)
- 1751-1768 : Marie-Louise-Sophie de Faoucq de Garnetot, comtesse de Gramont (mère de Geneviève de Gramont)
- 1753-1759 : Anne-Marguerite-Gabrielle de Beauveau-Craon
- 1756-1764 : Madame de Pompadour (dame du palais surnuméraire)
- 1757-1768 : Marie-Anne-Julie Le Tonnelier de Breteuil, comtesse de Clermont-Tonnerre (épouse de Jules Charles Henri de Clermont-Tonnerre)
- 1757-1768 : Marie-Émilie de Fitz-James, marquise d'Escars (fille de Jacques Fitz-James)
- 1759-1768 : Marie-Éléonore de Lévis-Châteaumorand
- 1762-1766 : Marie-Hélène-Charlotte Caillebot de La Salle, vicomtesse de Beaune
- 1762-1768 : Laure-Auguste de Fitz-James
- 1763-1768 : Marie-Madeleine de Rosset de Fleury, duchesse de Beauvilliers (sœur d'André Hercule Marie Louis de Rosset de Rocozels de Fleury)
- 1764-1768 : Gabrielle Pauline Bouthillier de Chavigny
- 1766-1768 : Marie-Paule-Angélique d'Albert de Luynes, duchesse de Chaulnes (fille de Marie-Charles-Louis d'Albert de Luynes)
- 1767-1768 : Louise-Charlotte de Noailles (dame du palais surnuméraire)

### Marie-Thérèse d'Espagne (1726-1746)
- 1745-1746 : Marie-Charlotte de Béthune, marquise de Tessé (belle-mère d'Adrienne-Catherine de Noailles)
- 1745-1746 : Marie-Marguerite-Reine Butault de Marsan, duchesse de Lorges (épouse de Guy Louis de Durfort de Lorges)
- 1745-1746 : Anne-Marie de Champagne, duchesse de Praslin (épouse de César Gabriel de Choiseul-Praslin)
- 1745-1746 : Olympe-Charlotte-Rosalie de Châtillon, duchesse de Rohan (épouse de Louis-Marie-Bretagne de Rohan-Chabot)
- 1745-1746 : Marie-Françoise de Conflans d'Armentières, comtesse de Rochechouart (épouse de François Charles de Rochechouart)
- 1745-1746 : Marie-Louise de Noailles, duchesse de La Force (fille de Françoise Charlotte d'Aubigné)

### Marie-Josèphe de Saxe (1731-1767)
- 1747-? : Marie-Charlotte de Béthune, marquise de Tessé (belle-mère d'Adrienne-Catherine de Noailles)
- 1747-? : Anne-Marie de Champagne, duchesse de Praslin (épouse de César Gabriel de Choiseul-Praslin)
- 1747-? : Marie-Françoise de Conflans d'Armentières, comtesse de Rochechouart (épouse de François Charles de Rochechouart)
- 1747-1752 : Olympe-Charlotte-Rosalie de Châtillon, duchesse de Rohan (épouse de Louis-Marie-Bretagne de Rohan-Chabot)
- 1747-1762 : Marie-Marguerite-Reine Butault de Marsan, duchesse de Lorges (épouse de Guy Louis de Durfort de Lorges)
- 1747-1767 : Anne-Françoise Arbaleste de Melun, marquise de Nesle (épouse de Louis de Mailly)
- 1747-1767 : Marie-Louise de Noailles, duchesse de La Force (fille de Françoise Charlotte d'Aubigné)
- 1751-? : Alexandrine de Damas d'Antigny, comtesse de Talleyrand (épouse de Charles-Daniel de Talleyrand-Périgord)
- 1752-? : Gabrielle-Louise de Châtillon, duchesse de Sully (tante de Louise-Emmanuelle de Châtillon)
- 1755-1767 : Adrienne-Catherine de Noailles
- 1757-1767 : Guyonne-Marguerite-Philippine-Élisabeth de Durfort, duchesse de Praslin (épouse de Renaud César de Choiseul-Praslin)
- 1761-1767 : Marie-Jacqueline de Biran d'Armagnac, comtesse de Gohas
- 1762-1767 : Adélaïde-Philippine de Durfort de Lorges, duchesse de Lorges (épouse de Jean-Laurent de Durfort-Civrac)

### Marie-Antoinette d'Autriche (1755-1793)

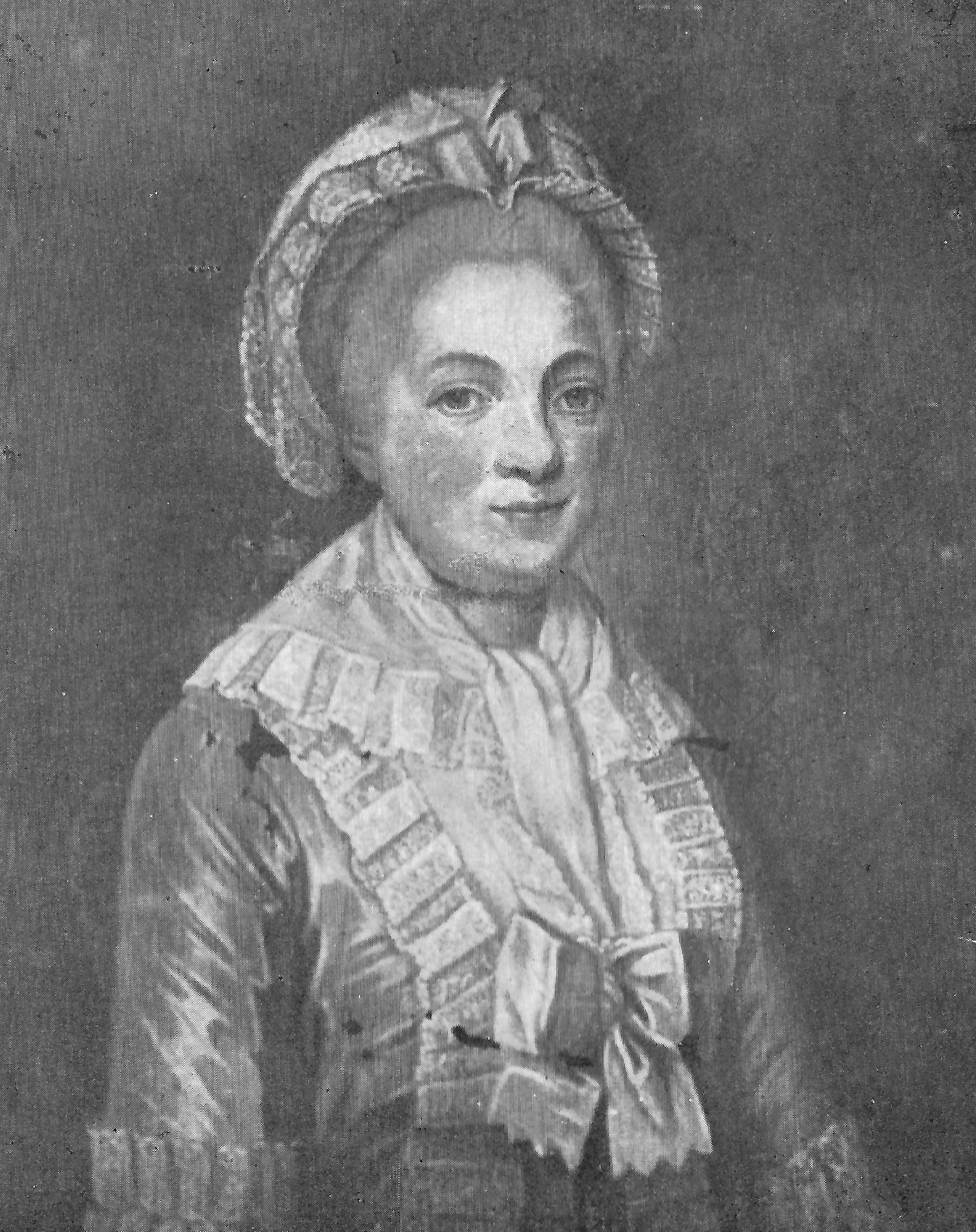
Louise-Félicité de Brehan.

- 1770 : Marie-Anne-Julie Le Tonnelier de Breteuil, comtesse de Clermont-Tonnerre (épouse de Jules Charles Henri de Clermont-Tonnerre)
- 1770 : Marie-Anne-Philippine-Thérèse de Montmorency-Logny, duchesse de Boufflers (belle-fille de Madeleine-Angélique Neufville de Villeroy)
- 1770, puis 1774-1788 : Marie-Louise-Sophie de Faoucq de Garnetot, comtesse de Gramont (mère de Geneviève de Gramont)
- 1770-1775 : Laure-Auguste de Fitz-James
- 1770-1775 : Louise-Félicité de Brehan
- 1770-1775 : Marie-Jeanne de Talleyrand-Périgord
- 1770-1780 : Marie-Élisabeth Chamillart, marquise de Talleyrand (mère de Charles-Daniel de Talleyrand-Périgord)
- 1770-1781 : Marie-Paule-Angélique d'Albert de Luynes, duchesse de Chaulnes (fille de Marie-Charles-Louis d'Albert de Luynes)
- 1770-1781 : Louise-Adélaïde-Victoire de Durfort de Civrac, marquise de Clermont-Tonnerre (épouse de Gaspard II de Clermont-Tonnerre)
- 1770-1785 : Marie-Éléonore de Lévis-Châteaumorand
- 1770-1786 : Marie-Madeleine de Rosset de Fleury, duchesse de Beauvilliers (sœur d'André Hercule Marie Louis de Rosset de Rocozels de Fleury)
- 1770-1788 : Guyonne-Marguerite-Philippine-Élisabeth de Durfort, duchesse de Praslin (épouse de Renaud César de Choiseul-Praslin)
- 1770-1789 : Gabrielle-Pauline Bouthillier de Chavigny
- 1770-1791 : Louise-Charlotte de Noailles
- 1771-1789 : Madeleine-Suzanne-Adélaïde de Voyer de Paulmy d'Argenson, duchesse de Luxembourg (épouse de Anne Charles Sigismond de Montmorency-Luxembourg)
- 1774-1789 : Guyonne-Élisabeth-Josèphe de Montmorency-Laval, duchesse de Luynes (épouse de Louis-Joseph-Charles-Amable d'Albert de Luynes)
- 1775-1792 : Colette-Marie-Paule-Hortense-Bernardine de Beauvilliers de Saint-Aignan, marquise de La Roche-Aymon (mère d'Antoine Charles Étienne Paul de La Roche-Aymon)
- 1778-1789 : Adélaïde-Félicité-Étiennette de Guinot de Monconseil, princesse d'Hénin (épouse de Charles-Alexandre de Hénin-Liétard d'Alsace)
- 1780-1782 : Thérèse-Lucy de Rothe (dame du palais surnuméraire)
- 1780-1789 : Alexandrine de Damas d'Antigny, comtesse de Talleyrand (épouse de Charles-Daniel de Talleyrand-Périgord)
- 1781-1789 : Marie-Sylvie-Claudine de Thiard de Bissy, duchesse de Fitz-James (épouse de Jacques-Charles de Fitz-James)
- 1781-1792 : Marie-Thérèse-Josèphe de Castellane, princesse de Berghes (belle-mère de Jean Charles Victorin de Lasteyrie du Saillant)
- 1782-1789 : Louise d'Esparbès de Lussan
- 1782-1792 : Louise-Emmanuelle de Châtillon
- 1784-1789 : Marie-Louise de Bonnières de Souastre de Guisnes, comtesse de Juigné (épouse de Charles Philibert Gabriel Le Clerc de Juigné)
- 1785-1789 : Gabrielle-Charlotte-Éléonore de Saulx-Tavannes, vicomtesse de Castellane (fille de Marie-Éléonore de Lévis-Châteaumorand)
- 1786-1789 : Henriette-Lucy Dillon
- 1788-1789 : Gabrielle-Charlotte-Eugénie de Boisgelin, comtesse de Gramont d'Aster (mère d'Antoine de Gramont d'Aster)
- 1788-1792 : Madeleine-Angélique-Charlotte de Bréhan, duchesse de Maillé (mère de Charles de Maillé de La Tour-Landry)

## Premier Empire

### Joséphine de Beauharnais (1763-1814)[21]

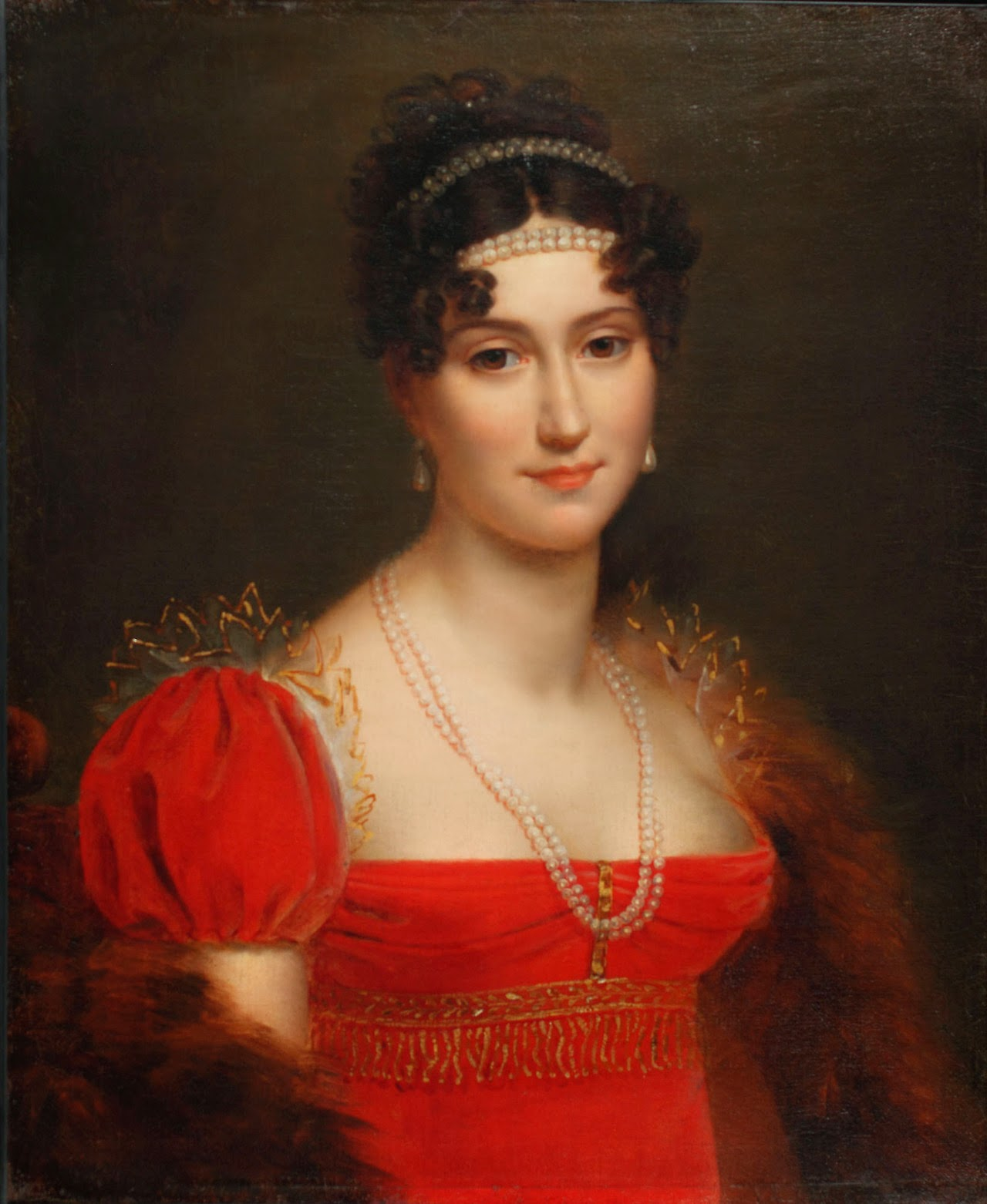
Aglaé Auguié.

- 1804-1804 : Élisabeth Le Michaud d'Arçon
- 1804-1809 : Jeanne Charlotte Papillon d'Auteroche
- 1804-1809 : Claire-Élisabeth de Vergennes
- 1804-1809 : Élisabeth Baude de La Vieuville, marquise de Talhouët
- 1804-1809 : Adèle Papin
- 1804-1809 : Sophie de Ségur
- 1804-1809 : Françoise-Claude de Stolberg-Gedern, comtesse d'Arberg (épouse de Nicolas Antoine d'Arberg de Valengin)
- 1804-1809 : Félicité d'Arberg de Valangin, comtesse de Lobau (fille de Nicolas Antoine d'Arberg de Valengin)
- 1804-1809 : Caroline d'Arberg de Valangin, comtesse Klein (fille de Nicolas Antoine d'Arberg de Valengin)
- 1804-1809 : Aglaé Auguié
- 1804-1809 : Adélaïde de Saint-Germain
- 1804-1809 : Marie-Félicité d'Aguesseau, comtesse de Ségur (épouse d'Octave de Ségur)
- 1804-1809 : Cécile d'Artis de Beaulieu, marquise de Marescot (épouse d'Armand Samuel de Marescot)
- 1804-1809 : Françoise de Brignac de Montarnaud, comtesse de Turenne (épouse de Henri-Amédée-Mercure de Turenne)
- 1804-1809 : Joséphine de Canclaux, baronne de Colbert puis comtesse de La Briffe (fille de Jean-Baptiste-Camille de Canclaux)
- 1804-1809 : Adrienne de Carbonnel de Canisy, comtesse de Canisy puis duchesse de Vicence (épouse d'Armand de Caulaincourt)
- 1804-1809 : Claude-Antoinette-Julie Le Duc, marquise de Lauriston (épouse de Jacques Alexandre Law de Lauriston)
- 1804-1809 : Félicité de Faudoas, duchesse de Rovigo (épouse d'Anne Jean Marie René Savary)
- 1804-1809 : Antoinette-Charlotte Legendre de Luçay, comtesse de Ségur (fille de Jeanne Charlotte Papillon d'Auteroche)
- 1804-1809 : Marie Madeleine Lejéas-Carpentier, duchesse de Bassano (épouse de Hugues-Bernard Maret)

- 1804-1809 : Anne-Éléonore-Pulchérie de Montmorency, marquise de Mortemart (fille de Charlotte-Anne-Françoise de Montmorency-Luxembourg)
- 1804-1809 : Caroline Perrone di San Martino, marquise de La Tour-Maubourg (épouse de Florimond de Faÿ de La Tour-Maubourg)
- 1804-1809 : Louise-Charlotte de Rigaud de Vaudreuil, comtesse de Serrant (fille de Louis-Philippe de Vaudreuil)
- 1806-1809 : Pétronille-Madeleine de Rigaud de Vaudreuil, baronne de La Tour (fille de Louis-Philippe de Vaudreuil)
- 1806-1809 : Ermesinde de Narbonne-Pelet, duchesse de Chevreuse (épouse de Charles-Paul d'Albert)
- 1806-1809 : Anne-Louise-Caroline Goyon de Matignon, duchesse de Montmorency (belle-fille de Charlotte-Anne-Françoise de Montmorency-Luxembourg)

### Marie-Louise d'Autriche (1791-1847)
- 1810-1813 : Aglaé Auguié

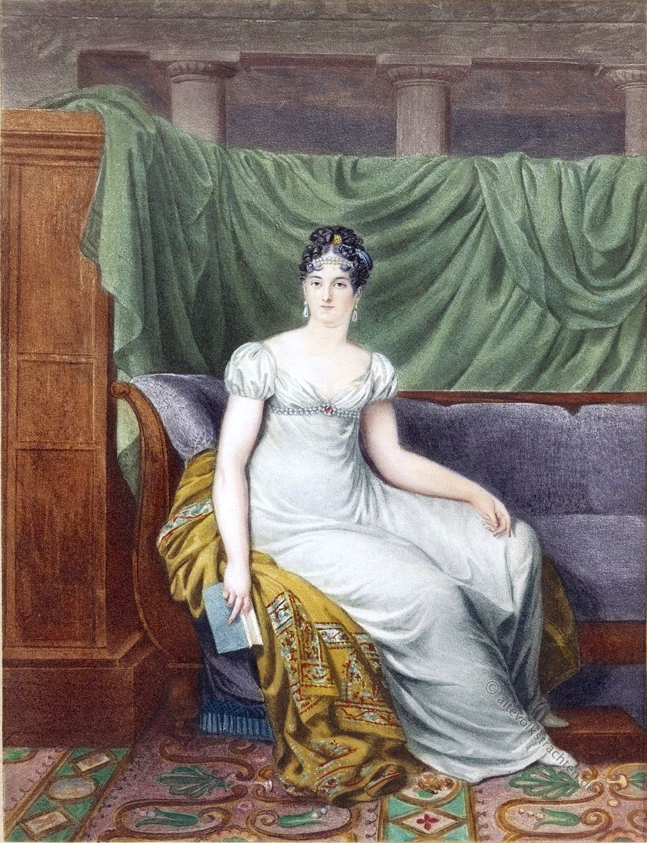
Adélaïde de Saint-Germain.

- 1810-1814 : Marie Madeleine Lejéas-Carpentier, duchesse de Bassano (épouse de Hugues-Bernard Maret)
- 1810-1814 : Élisabeth Baude de La Vieuville, marquise de Talhouët
- 1810-1814 : Adèle Papin
- 1810-1814 : Anna Pieri
- 1810-1814 : Marie-Pellegrine-Thérèse Brignole Sale, duchesse de Dalberg (fille d'Anna Pieri)
- 1810-1814 : Adélaïde de Saint-Germain
- 1810-1814 : Dorothée de Courlande
- 1810-1814 : Stéphanie de Choiseul, duchesse de Marmier (fille de Claude-Antoine-Gabriel de Choiseul)
- 1810-1814 : Adèle de La Rochefoucauld, princesse Borghèse (fille d'Adélaïde de Pyvart de Chastullé)
- 1810-1814 : Adrienne de Carbonnel de Canisy, comtesse de Canisy puis duchesse de Vicence (épouse d'Armand de Caulaincourt)
- 1810-1814 : Claude-Antoinette-Julie Le Duc, marquise de Lauriston (épouse de Jacques Alexandre Law de Lauriston)
- 1810-1814 : Félicité de Faudoas, duchesse de Rovigo (épouse d'Anne Jean Marie René Savary)
- 1810-1814 : Anne-Éléonore-Pulchérie de Montmorency, marquise de Mortemart (fille de Charlotte-Anne-Françoise de Montmorency-Luxembourg)
- 1810-1814 : Anne-Louise-Caroline Goyon de Matignon, duchesse de Montmorency (belle-fille de Charlotte-Anne-Françoise de Montmorency-Luxembourg)
- 1810-1814 : Caroline Perrone di San Martino, marquise de La Tour-Maubourg (épouse de Florimond de Faÿ de La Tour-Maubourg)
- 1810-1814 : Nathalie-Henriette-Victurnienne de Rochechouart de Mortemart, princesse de Beauvau (épouse de Marc-Étienne de Beauvau-Craon)
- 1810-1814 : Marie-Louise de Maldeghem, marquise de Trazegnies
- 1810-1814 : Sophie de Feltz
- 1812-1814 : Adélaïde-Joséphine de Bourlon de Chavange, duchesse de Castiglione (mère de Valentine de Sainte-Aldegonde)
- 1812-1814 : Adèle-Rosalie Collart-Dutilleul, comtesse Mollien (épouse de Nicolas François Mollien)

## Restauration

### Marie-Thérèse de France (1778-1851)
- 1815-1825 : Pauline de Tourzel
- 1815-1825 : Antoinette de La Roche-Aymon, vicomtesse de Goyon (épouse de Michel-Augustin de Goyon)
- 1815-1827 : Elisabeth-Charlotte de Damas-Crux, marquise de Biron (fille de Louis-Étienne-François de Damas-Crux)
- 1815-1830 : Alix de Galard de Brassac de Béarn, marquise de Villefranche (fille de Pauline de Tourzel)
- 1815-1830 : Antoinette-Joséphine-Gilberte de Damas de Marillac, marquise de Saint-Maure (fille de Claude Charles de Damas de Marillac)
- 1815-1830 : Victoire de Riquet de Caraman, vicomtesse de Vaudreuil (fille de Victor Maurice de Riquet de Caraman)
- 1815-1830 : Alexandrine-Thimarette de Crussol d'Uzès, marquise de Rougé (nièce de Louise-Emmanuelle de Châtillon)
- 1815-1830 : Claire-Charlotte de Gasquet, comtesse de Juigné (belle-fille de Louis Jean Baptiste Le Clerc de Lassigny de Juigné)

## Monarchie de Juillet

### Marie-Amélie de Bourbon-Siciles (1782-1866)
- 1830-1847 : Félicité d'Arberg de Valangin, comtesse de Lobau (fille de Nicolas Antoine d'Arberg de Valengin)
- 1830-1848 : Isabelle Charlotte FitzGerald
- 1831-? : Julie de Bassompierre, marquise de Chantérac
- 1831-? : Adélaïde-Joséphine de Bourlon de Chavange, duchesse de Castiglione puis comtesse de Sainte-Aldegonde (mère de Valentine de Sainte-Aldegonde)
- 1831-? : Adèle-Rosalie Collart-Dutilleul, comtesse Mollien (épouse de Nicolas François Mollien)
- 1831-? : Elisabeth Olive Félicité Le Clerc de Juigné, marquise du Roure (épouse d'Auguste du Roure de Beaumont)
- 1831-? : Virginie du Motier de La Fayette, marquise de Lasteyrie (fille de Gilbert du Motier de La Fayette)
- 1831-1848 : Stéphanie de Choiseul, duchesse de Marmier (fille de Claude-Antoine-Gabriel de Choiseul)

## Second Empire

### Eugénie de Montijo (1826-1920)

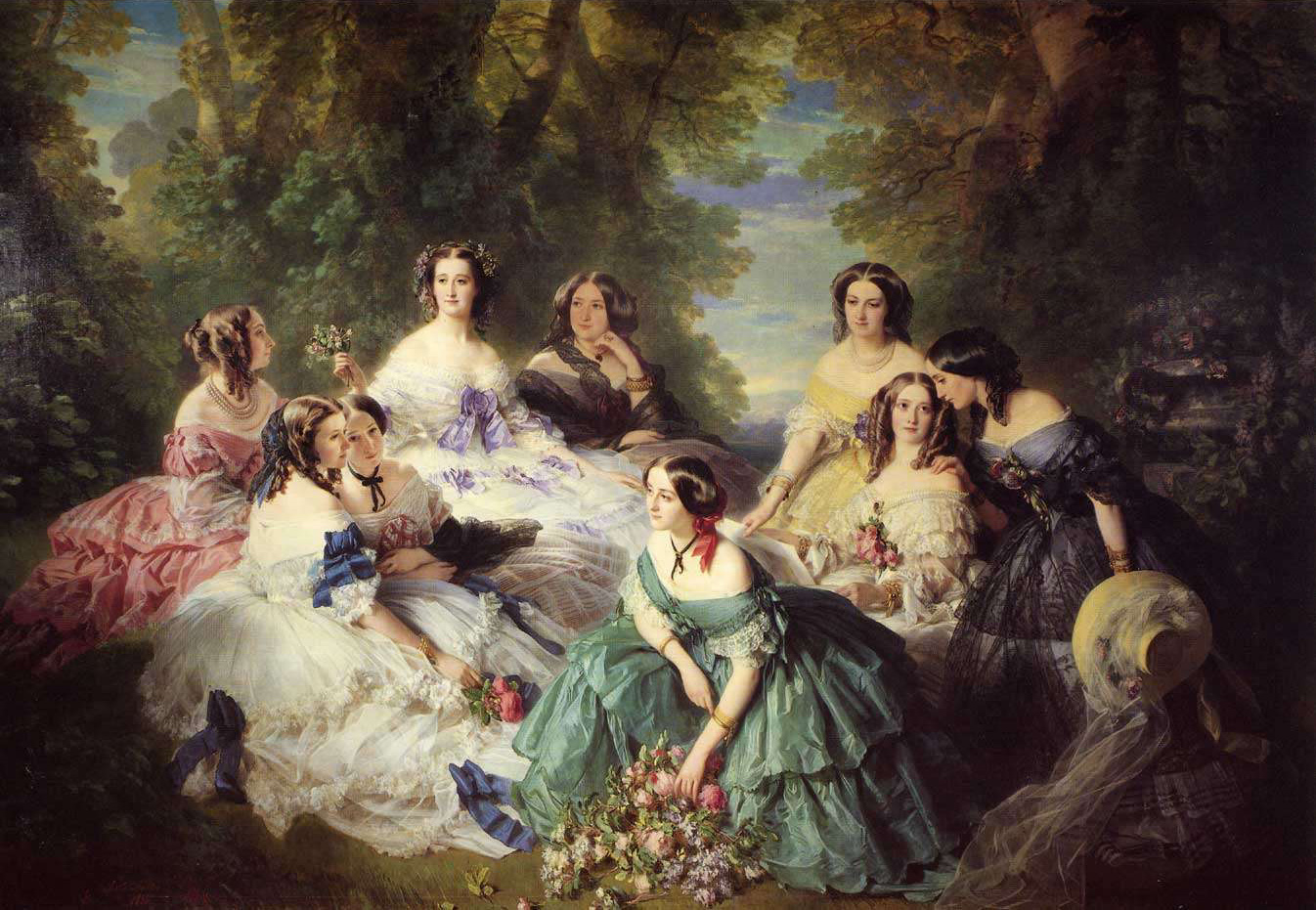
L'Impératrice Eugénie entourée de ses dames d'honneur, Franz Xaver Winterhalter, 1855.

- 1853-1864 : Louise Poitelon du Tarde
- 1853-1870 : Adrienne de Villeneuve-Bargemont
- 1853-1870 : Anne Ève Mortier de Trévise
- 1853-1870 : Claire Emilie MacDonnel
- 1853-1870 : Jane Thorne
- 1853-1870 : Nathalie de Ségur
- 1855-1870 : Mathilde de Billing (épouse de Félicien de Saulcy)
- 1855-1870 : Jenny des Roches de Chassay, comtesse de Lourmel (épouse de Frédéric Henri Le Normand de Lourmel)
- 1855-1870 : Charlotte-Lavinie Lefebvre Desnouettes, baronne Sancy de Parabère (fille de Charles Lefebvre-Desnouettes)
- 1855-1870 : Clotilde de La Rochelambert, comtesse de La Bédoyère puis princesse de la Moskowa (fille de Henri de La Rochelambert)
- 1855-1870 : Françoise de La Rochelambert, comtesse de La Poëze (fille de Henri de La Rochelambert)
- 1861-1870 : Sophie de Viry, baronne de Cohendier (petite-fille de François-Joseph-Marie-Henri La Perrière de Viry)
- 1866-1870 : Amélie Bouvet (petite-fille de Pierre François Étienne Bouvet de Maisonneuve)